# غروب

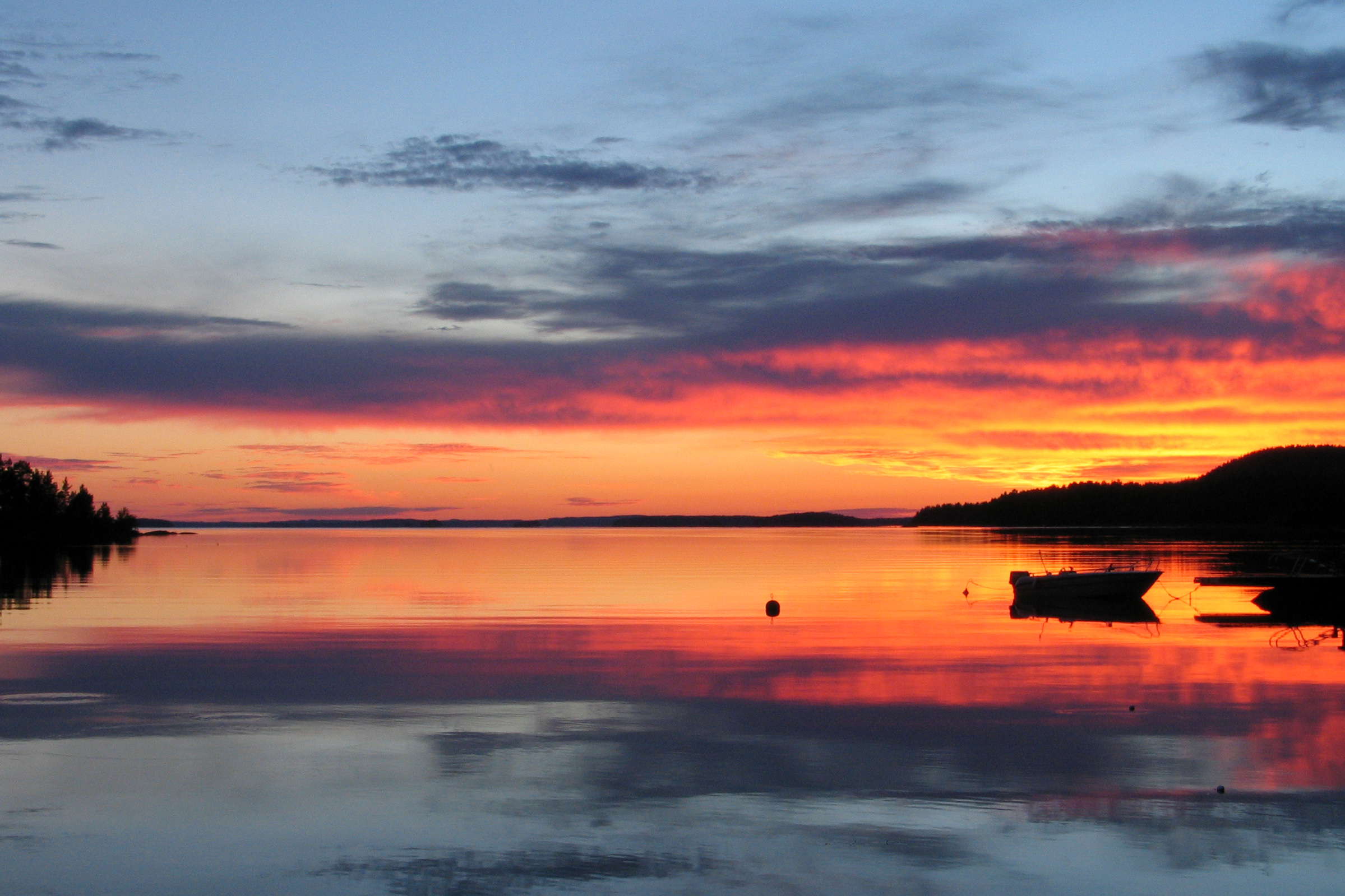
غروب الشمس

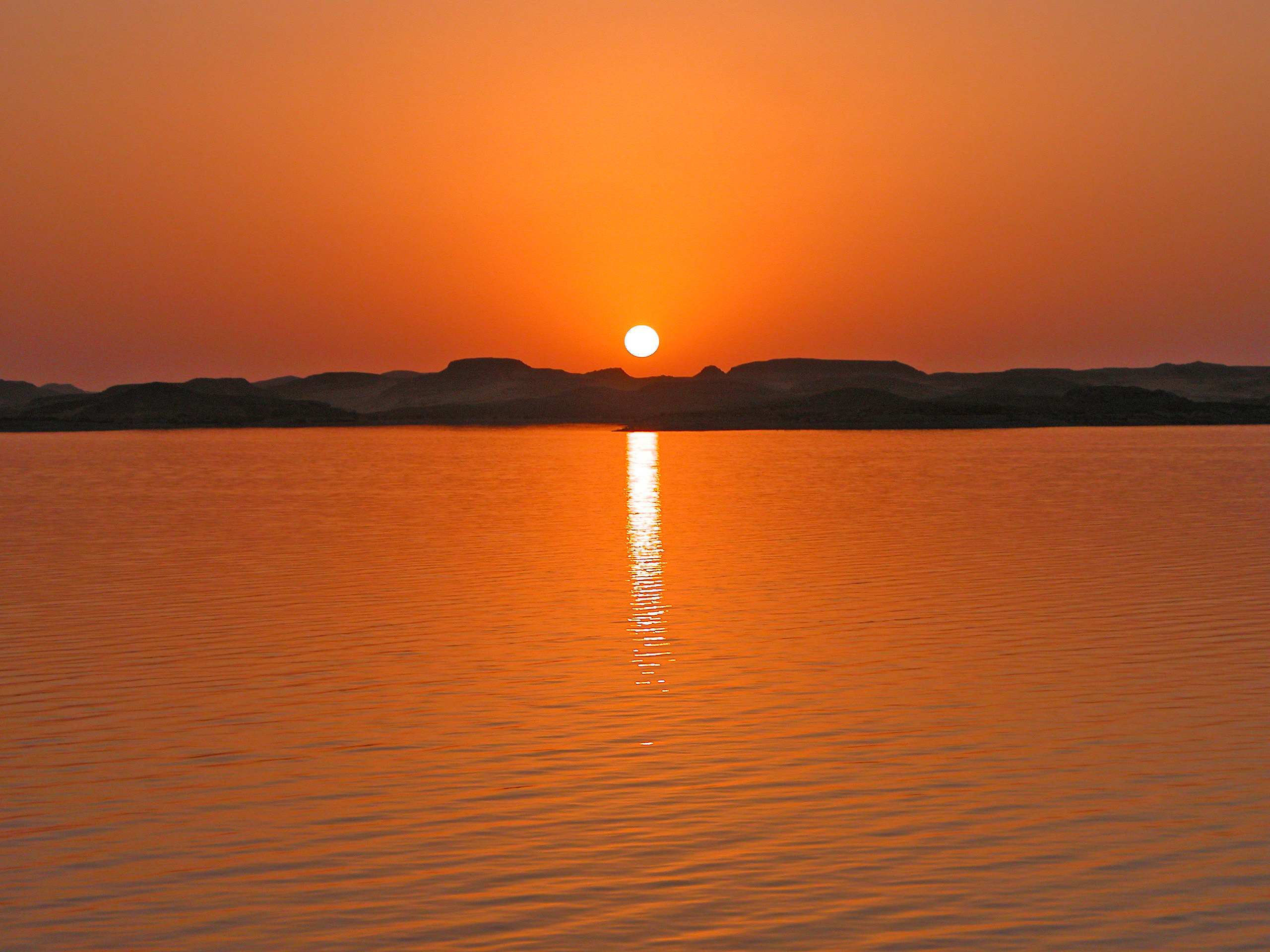

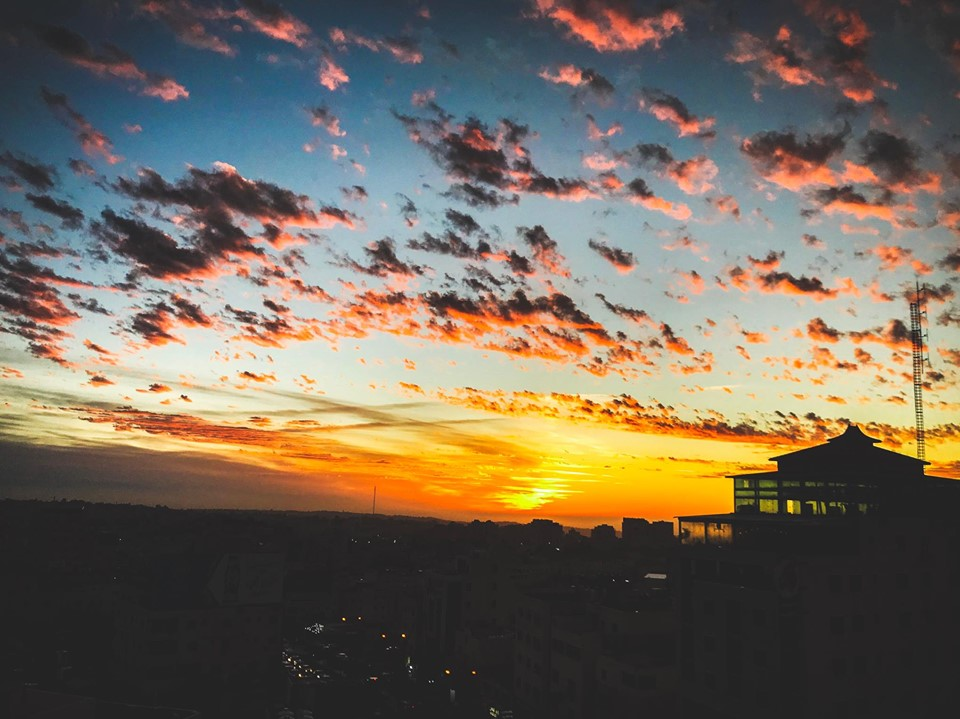

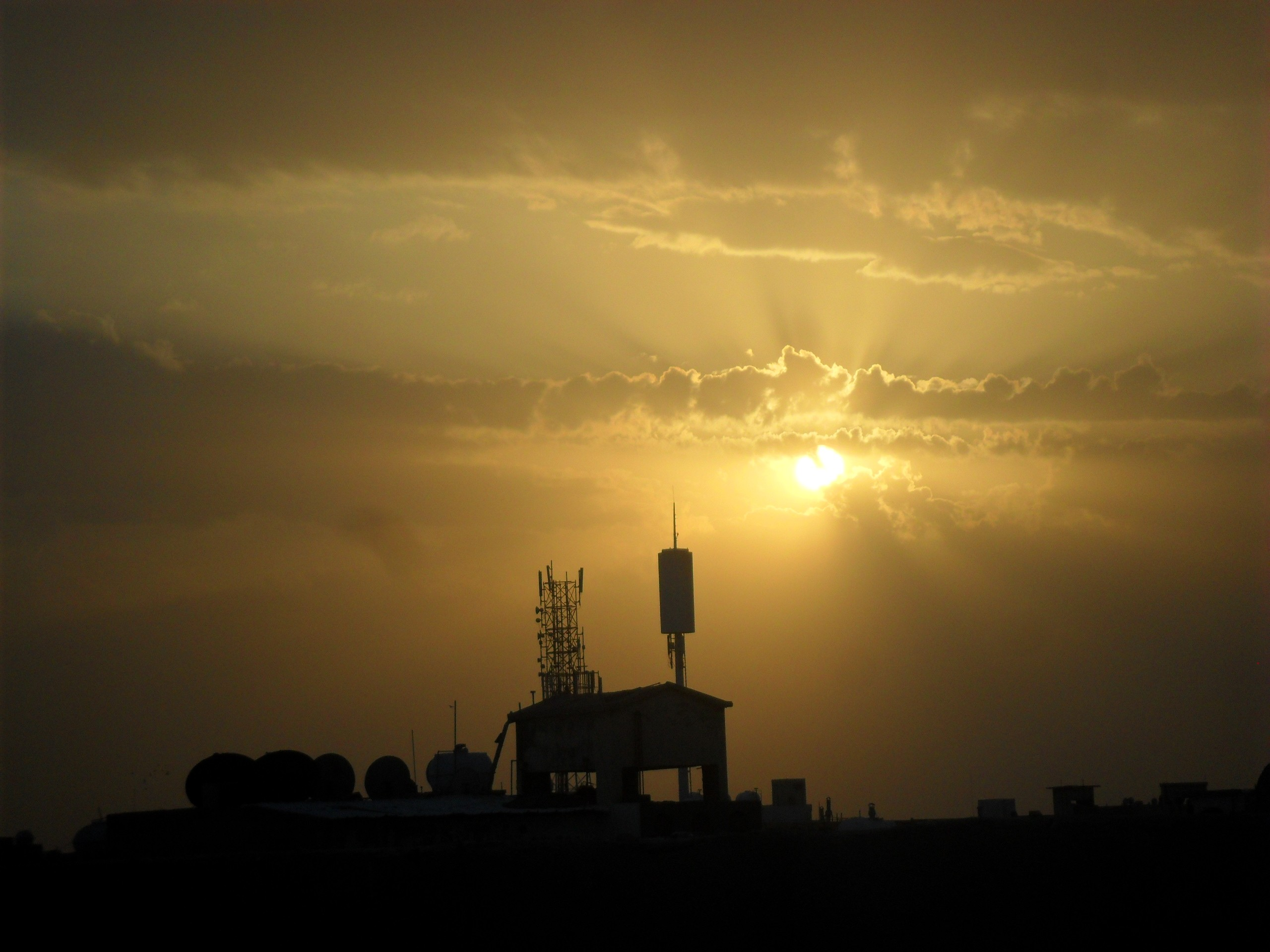
الرياض أثناء غروب الشمس.

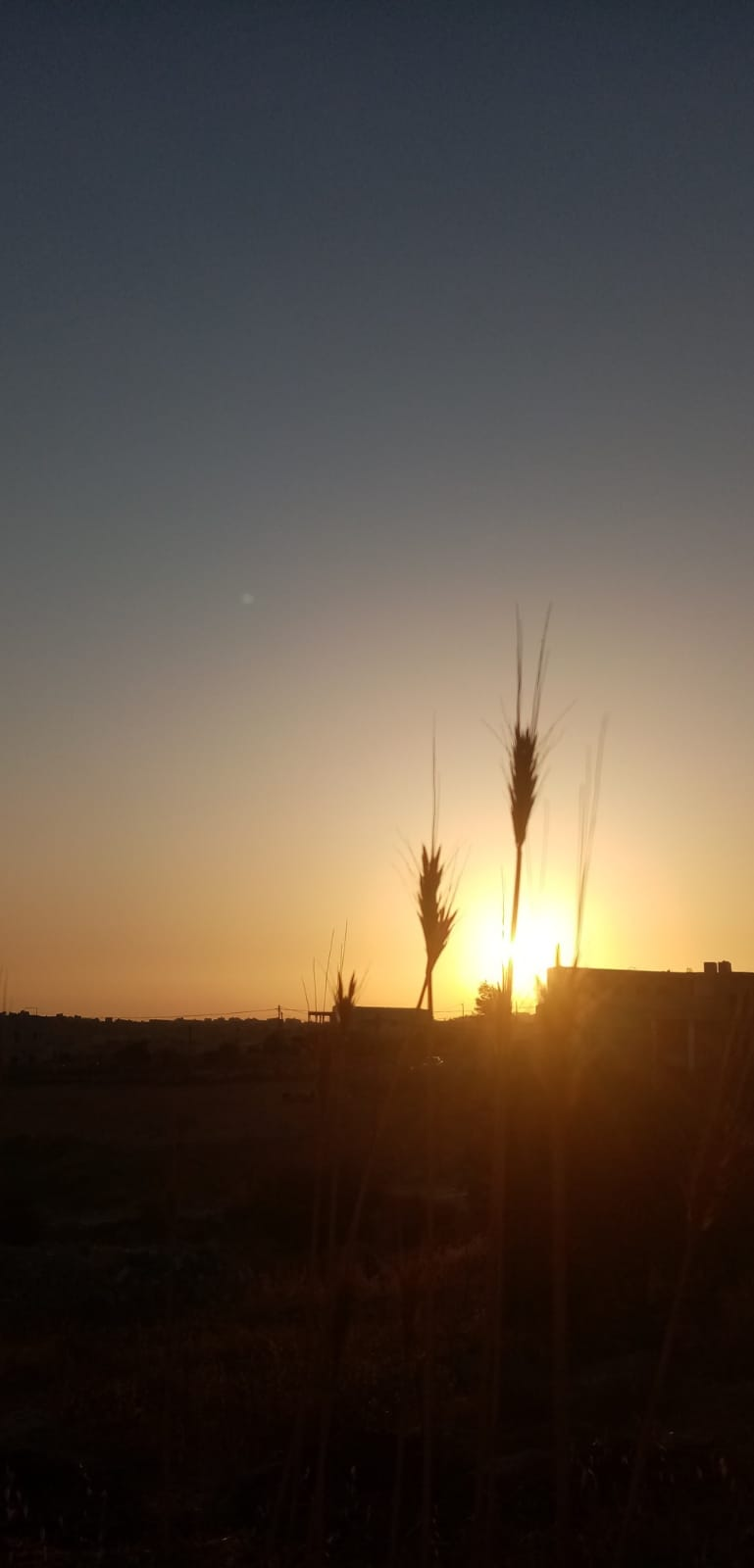
غروب الشمس

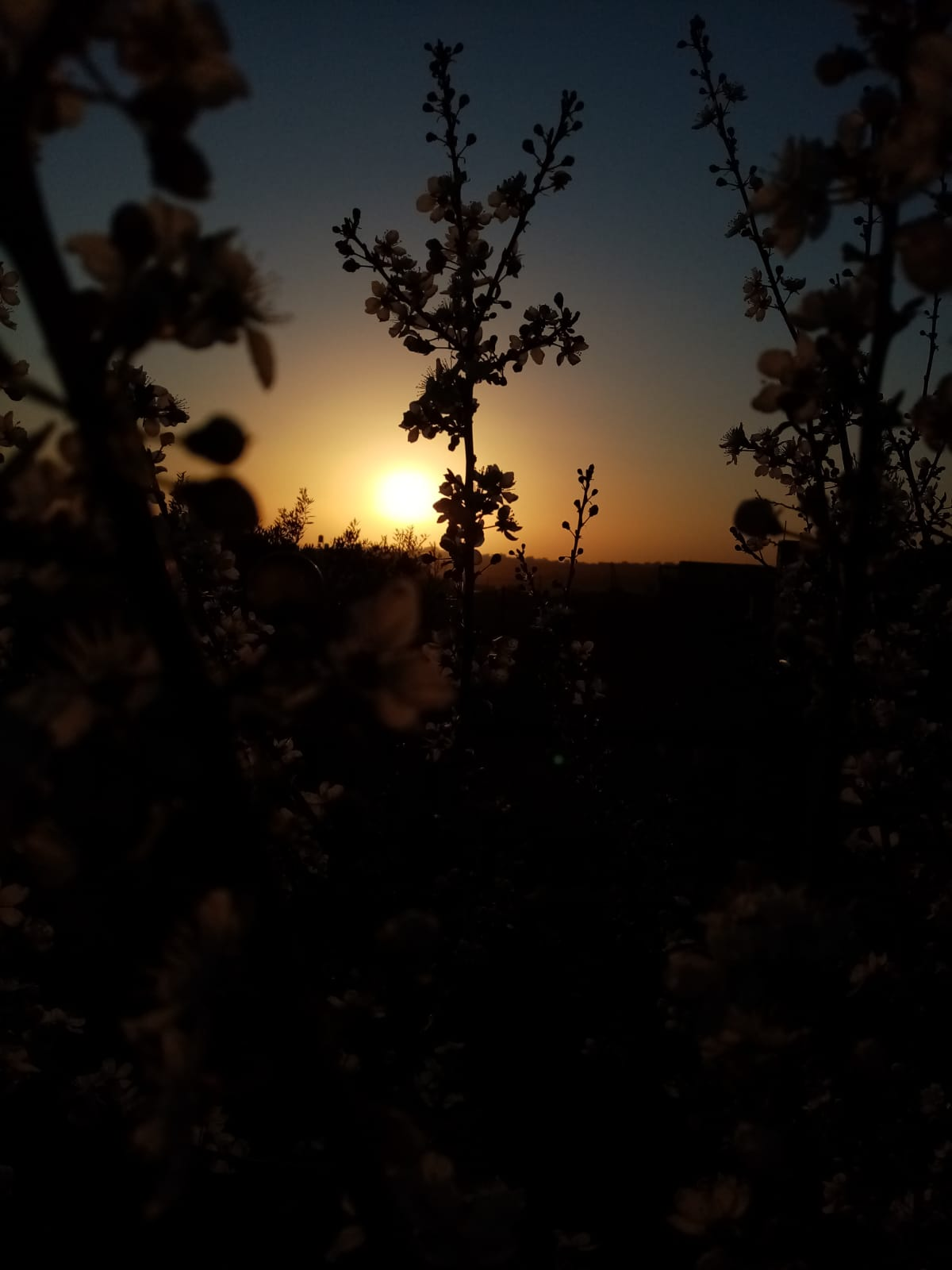

غروب الشمس هو اختفاء الشمس تحت خط أفق الأرض (أو أي جرم فلكي آخر في النظام الشمسي) بسبب دورانه. ويختلف الغروب عن الغسق وهو وقت دخول الظلام حيث يختفي الشفق الأحمر. ويسمي وقت الغروب بالمغرب و هو من مواقيت الصلاة لدى المسلمين.
الغروب ظاهرة تشاهد من كل مكان على الأرض، وهي تحدث مرة كل 24 ساعة تقريبًا باستثناء المناطق القريبة من القطبين. عند حدوث الاعتدالين الربيعي والخريفي تغرب الشمس باتجاه الغرب تماما. تغرب الشمس إلى الشمال الغربي (أو لا تغرب على الإطلاق) في الربيع والصيف كما تُرى من نصف الكرة الشمالي، وإلى الجنوب الغربي في الخريف والشتاء؛ وتعكس هذه الفصول بالنسبة لنصف الكرة الجنوبي.
يعرف وقت غروب الشمس الفعلي في علم الفلك على أنه دقيقتان قبل اختفاء الطرف العلوي للشمس تحت الأفق. بالقرب من الأفق، يؤدي الانكسار الجوي إلى تحريف أشعة الشمس إلى حد أن القرص الشمسي يقع بالفعل هندسيًا حوالي قطر واحد تحت الأفق عند ملاحظة غروب الشمس.
ويختلف غروب الشمس عن الشفق، الذي ينقسم إلى ثلاث مراحل. الأول هو الشفق المدني، والذي يبدأ بمجرد اختفاء الشمس تحت الأفق، ويستمر حتى تهبط إلى 6 درجات تحت الأفق. المرحلة الثانية هي الشفق البحري، بين 6 و12 درجة تحت الأفق. المرحلة الثالثة هي الشفق الفلكي، وهي الفترة التي تكون فيها الشمس بين 12 و18 درجة تحت الأفق. يقع الغسق في نهاية الشفق الفلكي، وهو أحلك لحظة من الشفق قبل الليل مباشرة. وأخيرًا، يحدث الليل عندما تصل الشمس إلى 18 درجة تحت الأفق ولا تعود السماء مضيئة.
لا تشهد المواقع الواقعة شمالًا من الدائرة القطبية الشمالية وجنوبًا من الدائرة القطبية الجنوبية غروب أو شروق كامل في يوم واحد على الأقل من السنة، عندما يستمر النهار القطبي أو الليل القطبي بشكل مستمر لمدة 24 ساعة. عند خطوط العرض التي تزيد عن نصف درجة لأي من القطبين، لا يمكن للشمس أن تشرق أو تغرب في نفس اليوم في أي يوم من أيام السنة، لأن الارتفاع الزاوي للشمس بين الظهر الشمسي ومنتصف الليل أقل من درجة واحدة.

## توقيت
توقيت وقوع غروب الشمس يختلف مع اختلاف فترات السنة واختلاف خط عرض الموقع الذي ينظر منه.

## الغروب في القرآن
- وردت الكلمة بالقرآن بعدة تصاريف – الغروب ومغرب والمغرب ومغارب وغربت وتغرب وغربية والغربي والمغربين وذلك في سور عديدة. ففي سورة البقرة وردت (4) مرات في الآيات (115 و 142 و 177 و 258) ومرتين في سورة الكهف في الآيتين (17 و86) وفي سورة الأعراف في الآية رقم (137) وفي سورة طه في الآية رقم (130) وفي سورة النور في الآية (35) وفي سورة الشعراء في الآية رقم (28) وفي سورة القصص في الآية رقم (44) وفي سورة ق في الآية رقم (39) وفي سورة الرحمن في الآية رقم (17) وفي سورة المعارج في الآية رقم (40) وفي سورة المزمل في الآية رقم (9).

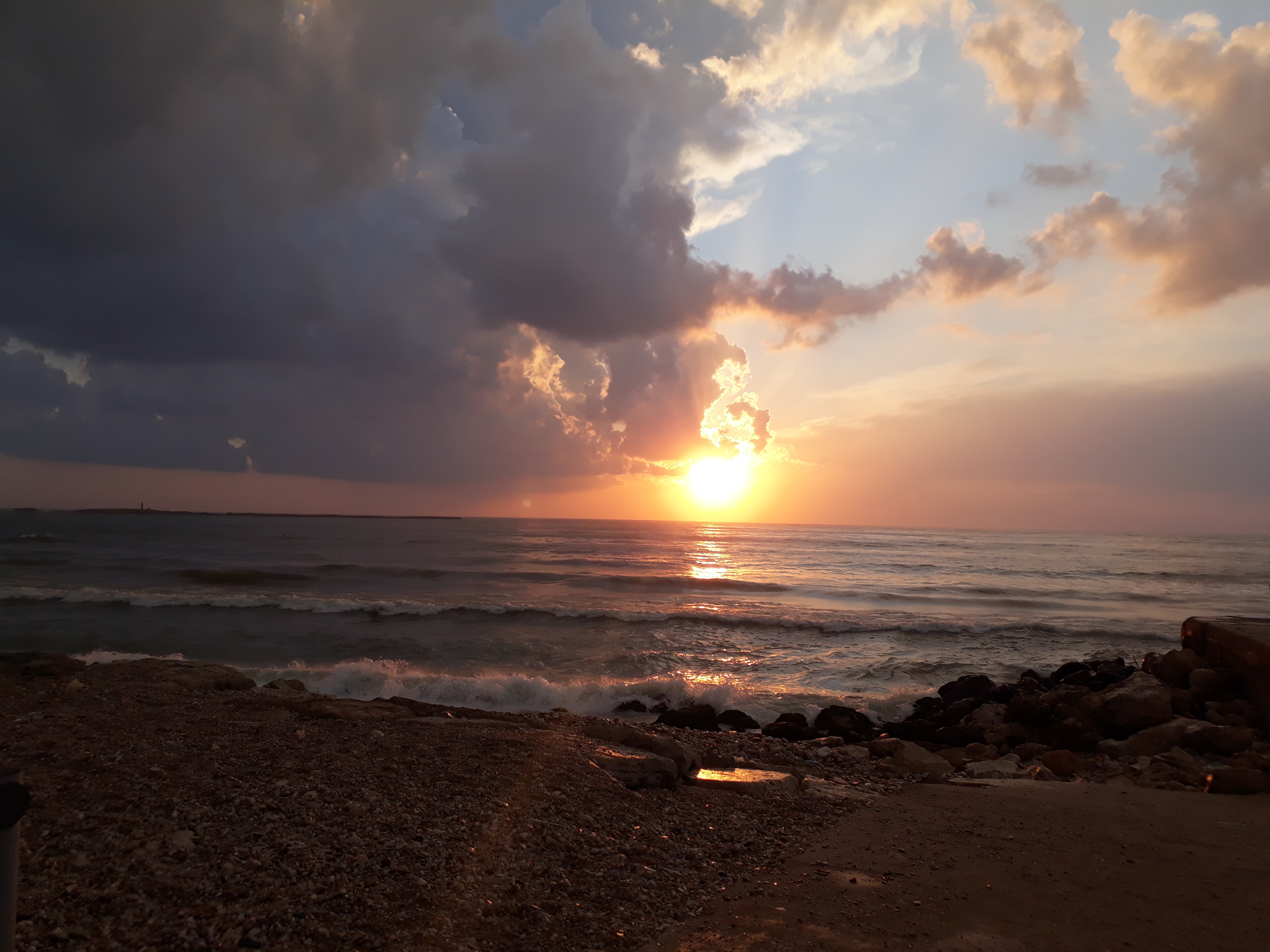
غروب الشمس على شاطئ مدينة صيدا

## كيفية حدوثه
( أنالمة)
يختلف وقت غروب الشمس على مدار العام ، ويتم تحديده من خلال موقع المشاهد على الأرض ، المحدد بواسطة خطوط الطول والعرض والارتفاع والمنطقة الزمنية. التغييرات اليومية الصغيرة والتغيرات نصف السنوية الملحوظة في توقيت غروب الشمس مدفوعة بالميل المحوري للأرض ، والدوران اليومي للأرض ، وحركة الكوكب في مداره الإهليلجي السنوي حول الشمس ، وثورات الأرض والقمر المزدوجة حول كل منهما آخر. خلال الشتاء والربيع ، تطول الأيام ويحدث غروب الشمس متأخرًا كل يوم حتى يوم غروب الشمس الأخير ، والذي يحدث بعد الانقلاب الصيفي. في نصف الكرة الشمالي ، يحدث غروب الشمس الأخير في أواخر يونيو أو في أوائل يوليو ، ولكن ليس في الانقلاب الصيفي في 21 يونيو. يعتمد هذا التاريخ على خط عرض المشاهد (المرتبط بحركة الأرض الأبطأ حول الأوج حوالي 4 يوليو). وبالمثل ، لا يحدث غروب الشمس المبكر في الانقلاب الشتوي ، بل يحدث قبل حوالي أسبوعين ، مرة أخرى اعتمادًا على خط عرض المشاهد. في نصف الكرة الشمالي ، يحدث في أوائل ديسمبر أو أواخر نوفمبر (متأثرًا بحركة الأرض الأسرع بالقرب من الحضيض ، والذي يحدث في حوالي 3 يناير).
وبالمثل توجد نفس الظاهرة في نصف الكرة الجنوبي ، ولكن مع عكس التواريخ ذات الصلة ، مع حدوث غروب الشمس المبكر في وقت ما قبل 21 يونيو في الشتاء ، وآخر غروب الشمس يحدث في وقت ما بعد 21 ديسمبر في الصيف ، مرة أخرى اعتمادًا على خط العرض الجنوبي للفرد. لبضعة أسابيع حول كل من الانقلابين الشمسيين ، يتأخر كل من شروق وغروب الشمس قليلاً كل يوم. حتى على خط الاستواء ، يتغير شروق وغروب الشمس عدة دقائق ذهابًا وإيابًا خلال العام ، جنبًا إلى جنب مع الظهيرة الشمسية. يتم رسم هذه التأثيرات بواسطة أنالما.
بإهمال الانكسار في الغلاف الجوي والحجم غير الصفري للشمس ، فمتى وأينما يحدث غروب الشمس ، يكون دائمًا في الربع الشمالي الغربي من الاعتدال الربيعي لشهر مارس وحتى الاعتدال في سبتمبر ، وفي الربع الجنوبي الغربي من الاعتدال الربيعي لشهر سبتمبر وحتى الاعتدال مارس. تحدث غروب الشمس تمامًا تقريبًا في الغرب في الاعتدالات لجميع المشاهدين على الأرض. الحسابات الدقيقة لسمت غروب الشمس في تواريخ أخرى معقدة ، ولكن يمكن تقديرها بدقة معقولة باستخدام أنالما.
نظرًا لحساب شروق وغروب الشمس من الحواف الأمامية والخلفية للشمس ، على التوالي ، وليس المركز ، فإن مدة النهار أطول قليلاً من الليل (بحوالي 10 دقائق ، كما يُرى من خطوط العرض المعتدلة). علاوة على ذلك ، نظرًا لانكسار الضوء الصادر من الشمس أثناء مروره عبر الغلاف الجوي للأرض ، تظل الشمس مرئية بعد أن تكون هندسيًا تحت الأفق. يؤثر الانكسار أيضًا على الشكل الظاهري للشمس عندما تكون قريبة جدًا من الأفق. يجعل الأشياء تظهر أعلى في السماء مما هي عليه بالفعل. ينكسر الضوء الصادر من الحافة السفلية لقرص الشمس أكثر من الضوء القادم من الأعلى ، حيث يزداد الانكسار مع تناقص زاوية الارتفاع. هذا يرفع الوضع الظاهري للحافة السفلية أكثر من القمة ، مما يقلل الارتفاع الظاهري للقرص الشمسي. ولم يتغير عرضه ، لذا يبدو القرص أعرض مما هو عليه. (في الواقع ، تكون الشمس كروية تمامًا تقريبًا). تظهر الشمس أيضًا أكبر في الأفق ، وهم بصري مشابه لخداع القمر.
المواقع الواقعة شمال الدائرة القطبية الشمالية وجنوب الدائرة القطبية الجنوبية لا تشهد غروبًا أو شروقًا للشمس على الأقل في يوم واحد من السنة ، عندما يستمر النهار القطبي أو الليل القطبي بشكل مستمر لمدة 24 ساعة.

## الألوان
عندما ينتقل شعاع من ضوء الشمس الأبيض عبر الغلاف الجوي إلى مراقب ، تنتشر بعض الألوان خارج الحزمة بواسطة جزيئات الهواء والجسيمات المحمولة جواً، مما يغير اللون النهائي للشعاع الذي يراه المشاهد. نظرًا لتناثر مكونات الطول الموجي الأقصر مثل الأزرق والأخضر بقوة أكبر، تتم إزالة هذه الألوان بشكل مفضل من الشعاع. عند شروق الشمس وغروبها ، عندما يكون المسار عبر الغلاف الجوي أطول، تتم إزالة المكونات الزرقاء والخضراء تمامًا تقريبًا، تاركة الطول الموجي الأطول باللونين البرتقالي والأحمر الذي نراه في تلك الأوقات. يمكن بعد ذلك تشتيت ضوء الشمس الأحمر المتبقي بواسطة قطرات السحب وغيرها من الجزيئات الكبيرة نسبيًا لإضاءة الأفق باللونين الأحمر والبرتقالي. ترجع إزالة الأطوال الموجية الأقصر للضوء إلى تشتت رايلي بواسطة جزيئات الهواء والجسيمات الأصغر بكثير من الطول الموجي للضوء المرئي (أقل من 50 نانومتر في القطر). الانتثار بواسطة قطرات السحب والجسيمات الأخرى ذات الأقطار المماثلة أو الأكبر من أطوال موجات ضوء الشمس (> 600 نانومتر) ناتج عن تشتت مي ولا يعتمد بشدة على الطول الموجي. تشتت مي هو المسؤول عن الضوء الذي تنتشره الغيوم ، وكذلك عن هالة النهار للضوء الأبيض حول الشمس (التشتت الأمامي للضوء الأبيض).
عادةً ما تكون ألوان غروب الشمس أكثر إشراقًا من ألوان شروق الشمس، لأن هواء المساء يحتوي على جزيئات أكثر من هواء الصباح. في بعض الأحيان يمكن رؤية وميض أخضر قبل شروق الشمس أو بعد غروبها.
يميل الرماد المنبعث من الانفجارات البركانية ، المحاصر داخل طبقة التروبوسفير ، إلى كتم ألوان غروب الشمس وشروق الشمس ، في حين أن المقذوفات البركانية التي يتم رفعها بدلاً من ذلك إلى طبقة الستراتوسفير (كسحب رقيقة من قطرات حمض الكبريتيك الصغيرة) ، يمكن أن تنتج ألوانًا جميلة بعد غروب الشمس تسمى الشفق وما قبله. - يضيء شروق الشمس. أنتج عدد من الانفجارات البركانية ، بما في ذلك ثورات جبل بيناتوبو في عام 1991 وكراكاتوا في عام 1883 ، سحب طبقات عالية بما فيه الكفاية تحتوي على حامض الكبريتيك لإنتاج توهجات رائعة لغروب الشمس (وتوهجات ما قبل شروق الشمس) حول العالم. تعمل الغيوم المرتفعة على عكس ضوء الشمس شديد الاحمرار الذي لا يزال يضرب الستراتوسفير بعد غروب الشمس ، وصولاً إلى السطح.
يمكن العثور على بعض الألوان الأكثر تنوعًا عند غروب الشمس في السماء المقابلة أو الشرقية بعد غروب الشمس أثناء الشفق. اعتمادًا على الظروف الجوية وأنواع السحب الموجودة ، فإن هذه الألوان لها طيف واسع ويمكن أن تنتج نتائج غير عادية.

غروب الشمس بالقرب من بحيرة جامعة العلوم والتكنولوجيا في الأردن - إربد

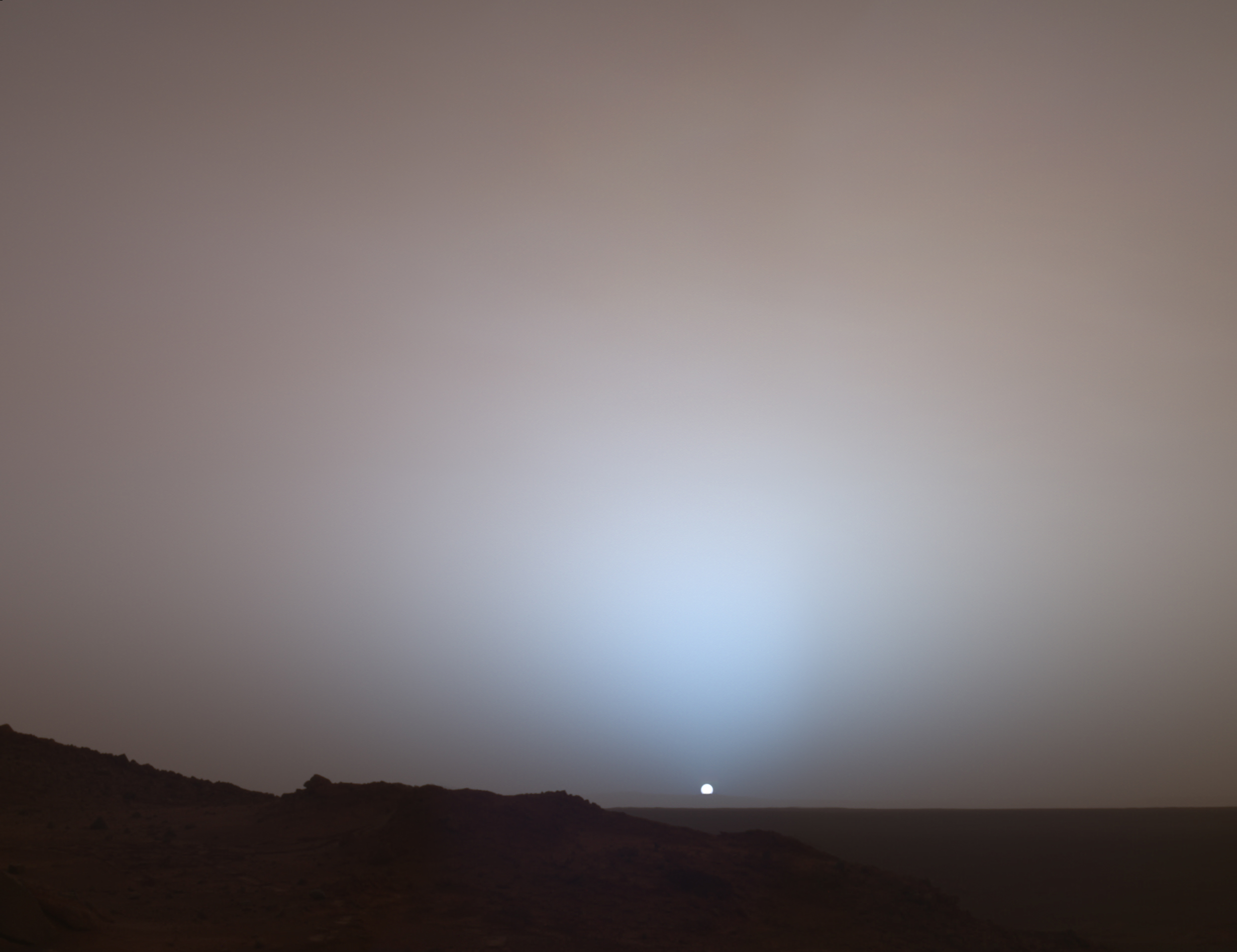
الغروب على المريخ

## معرض صور

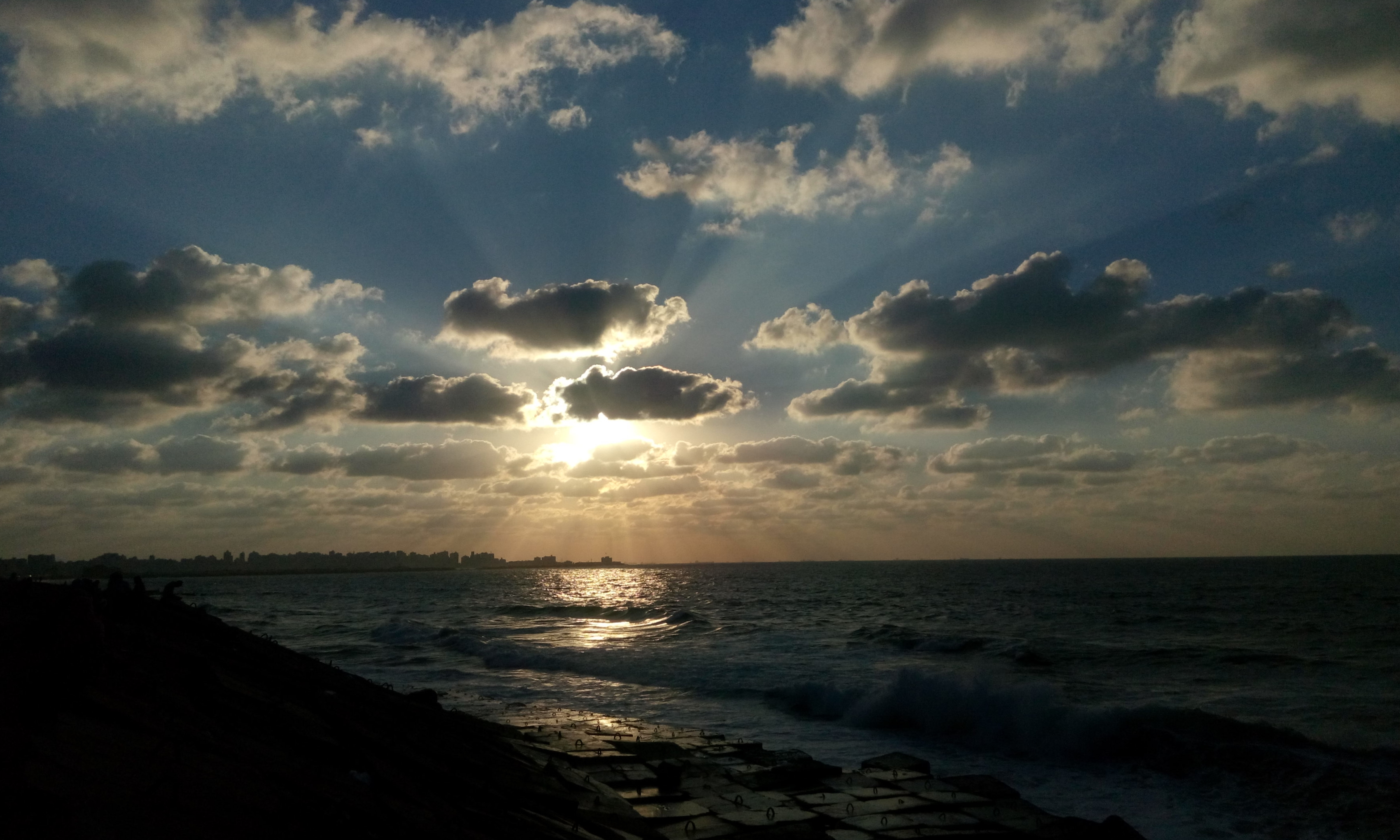
الغروب على شاطئ البحر الأبيض المتوسط في مدينة الإسكندرية في مصر
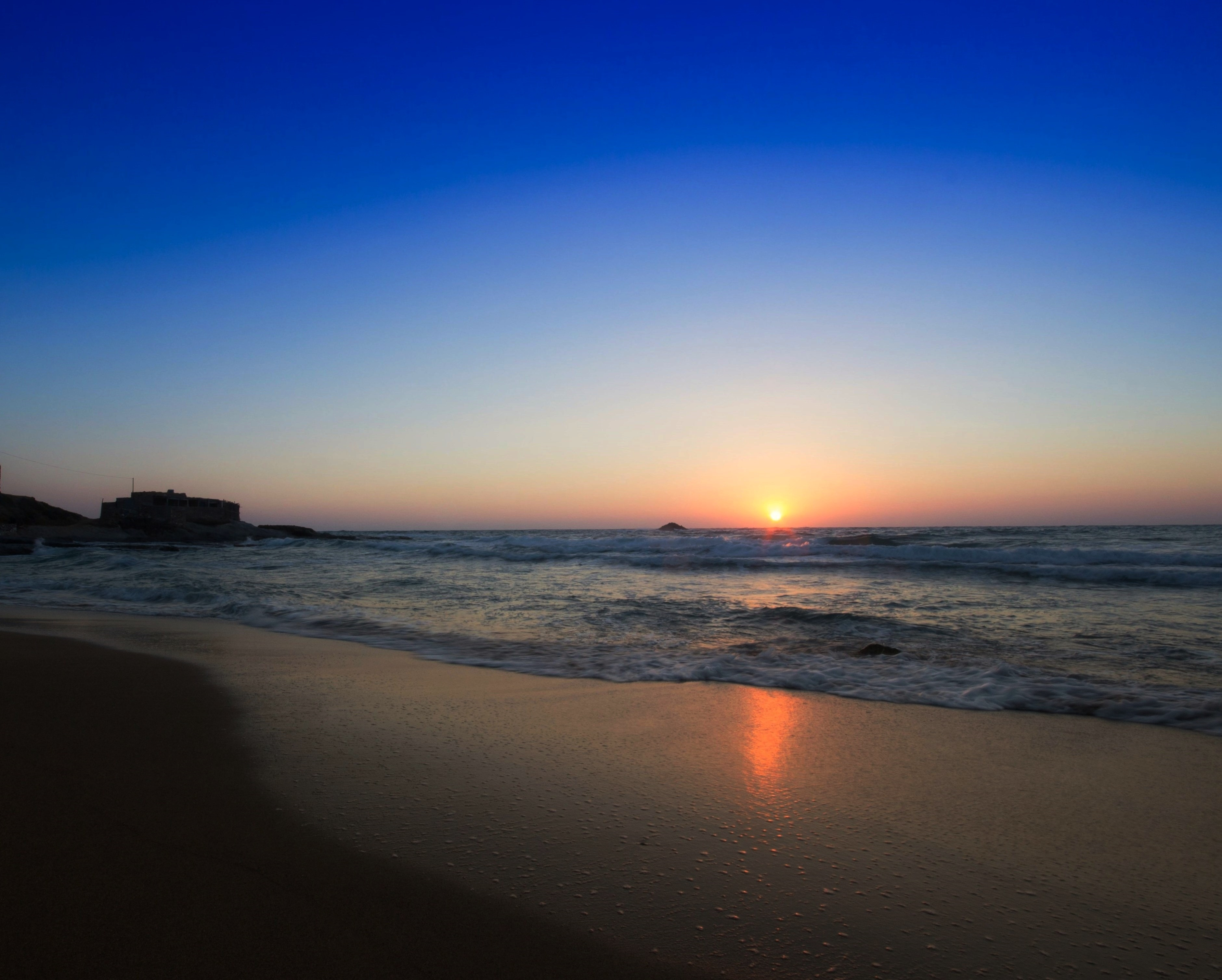
منظر غروب على شاطئ الضفة المتوسطية شمال المغرب بمنطقة الريف
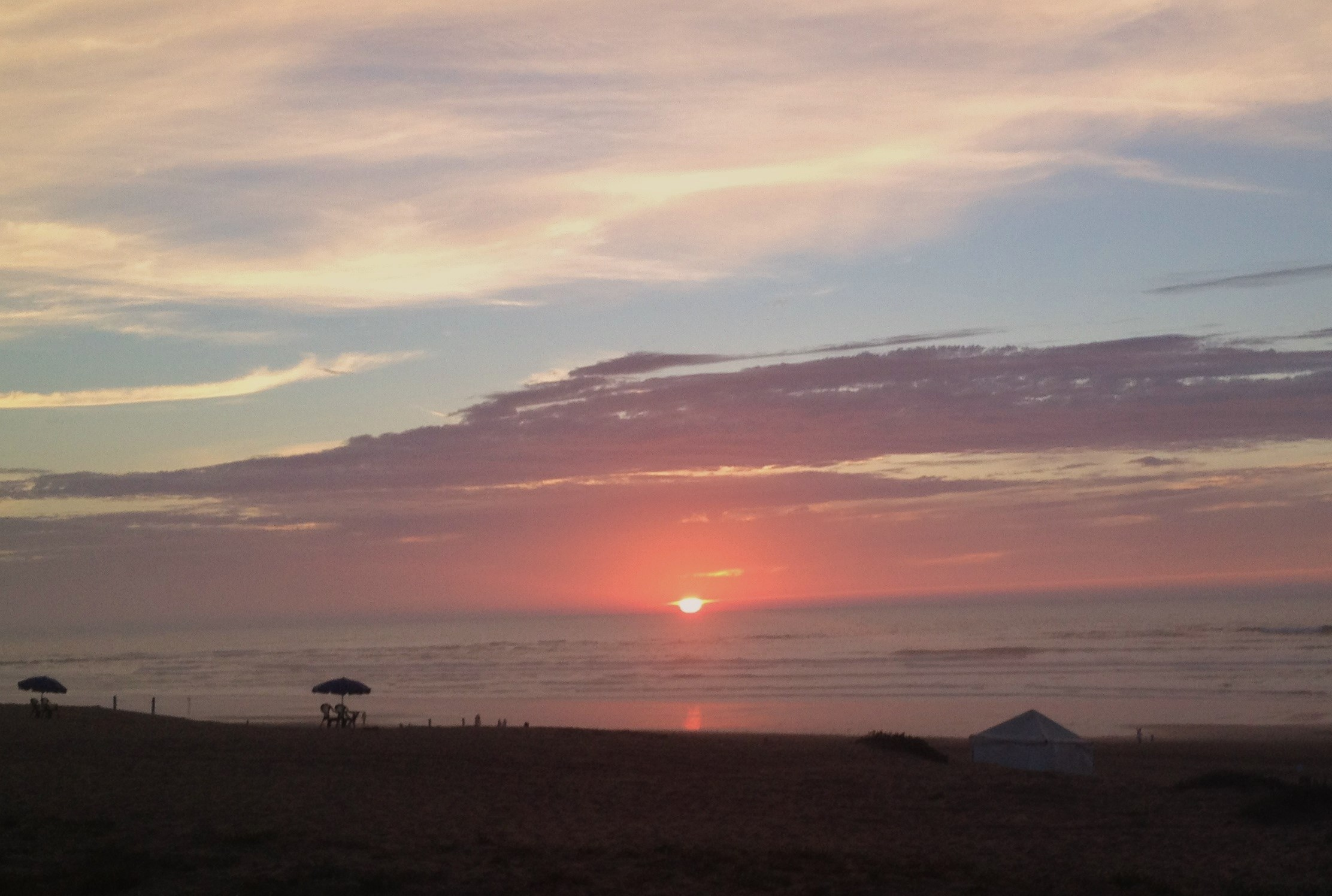
منظر غروب على شاطيء مدينة الدار البيضاء.
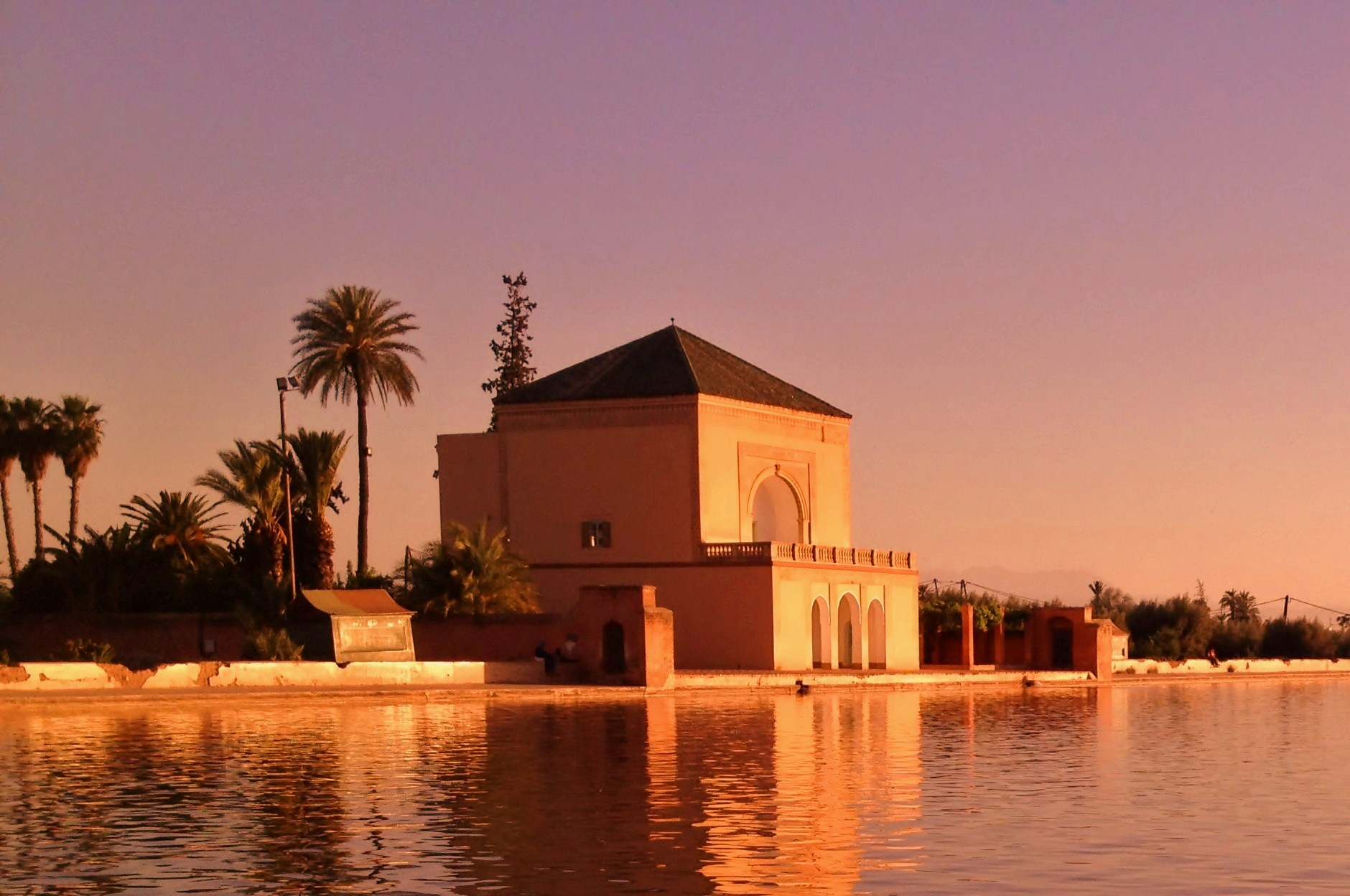
انعكاس الغروب على معلمة المنارة، مراكش
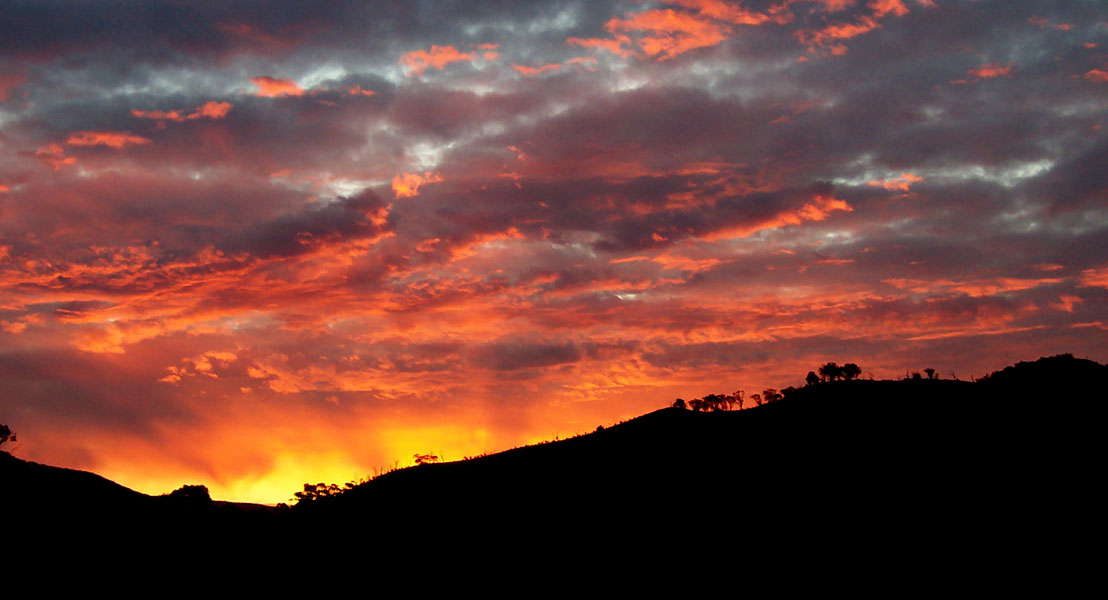
سويفت كريك, أستراليا
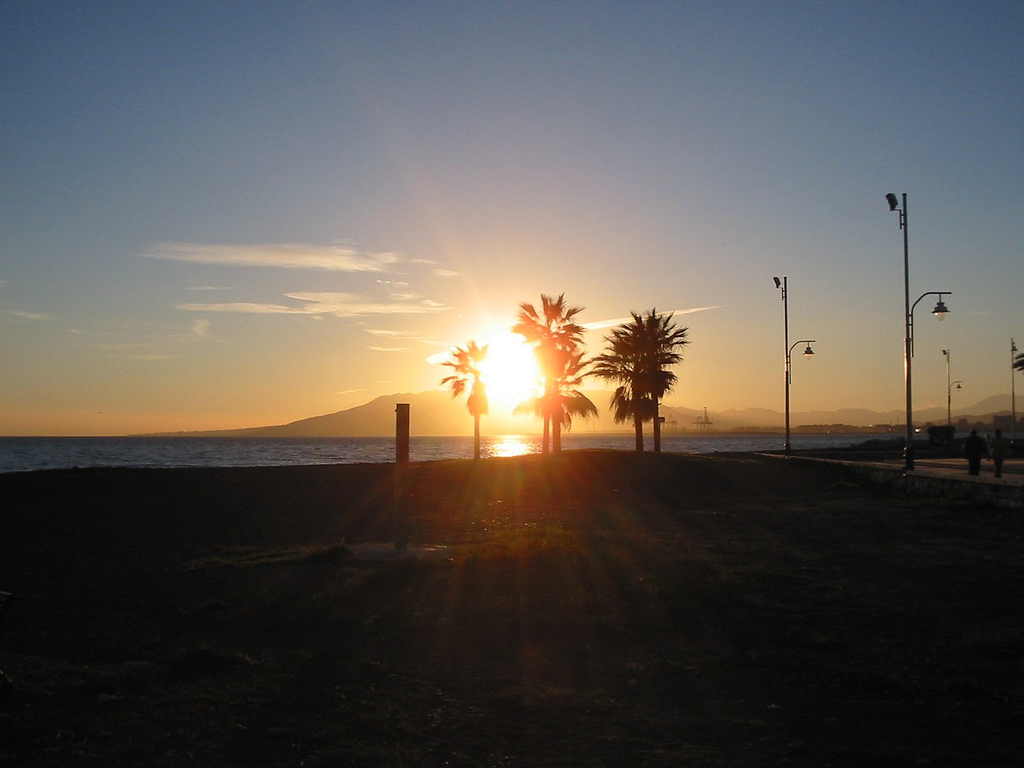
إل بالو، إسبانيا
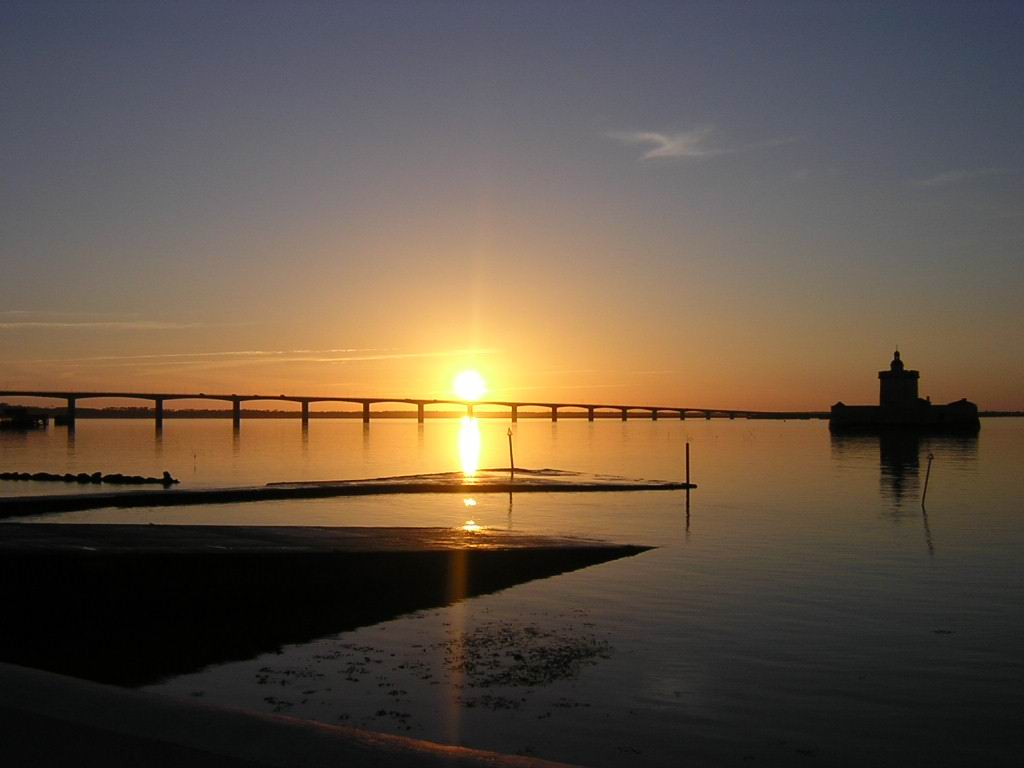
أوليرون, فرنسا
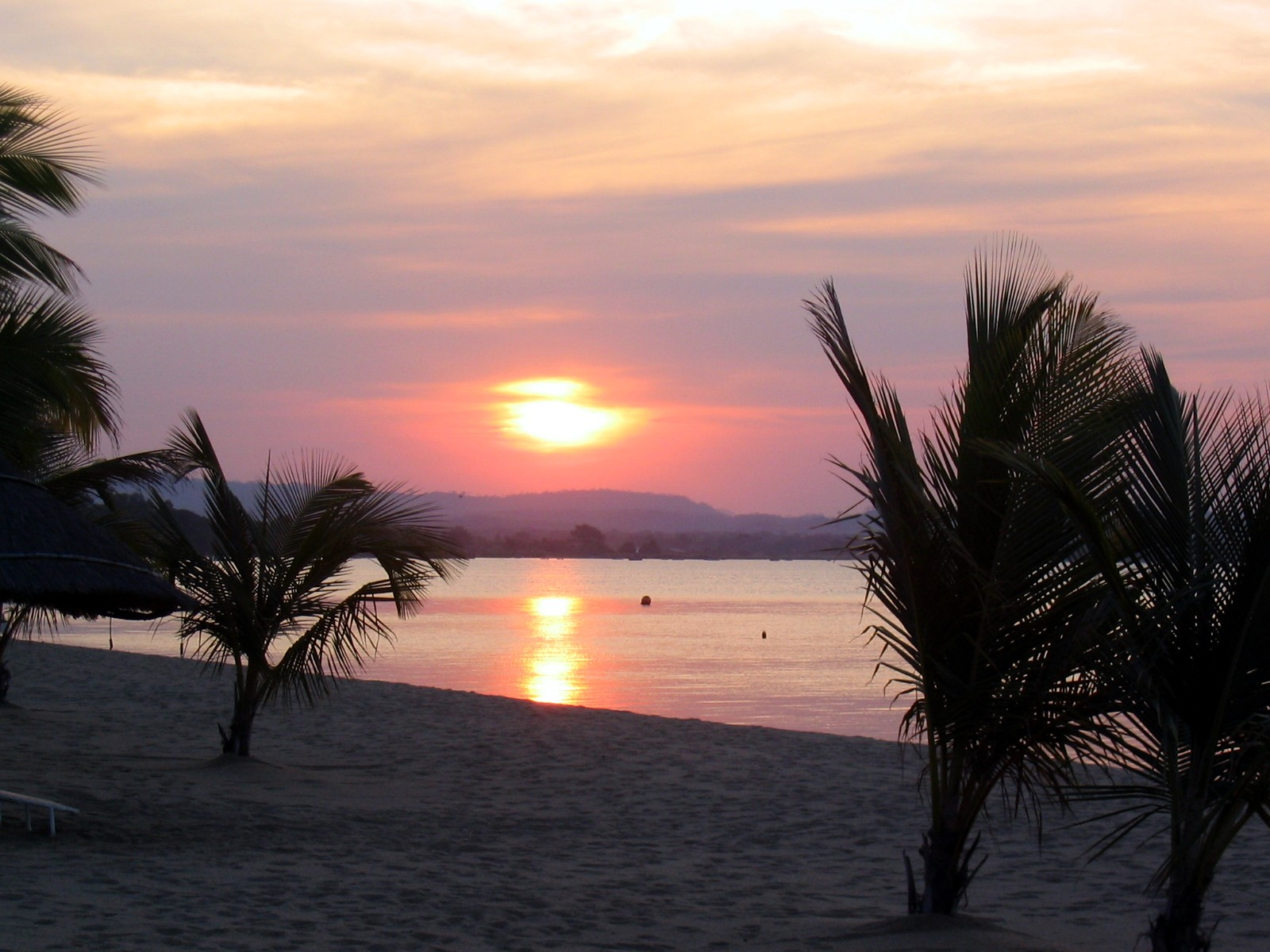
ملاوي
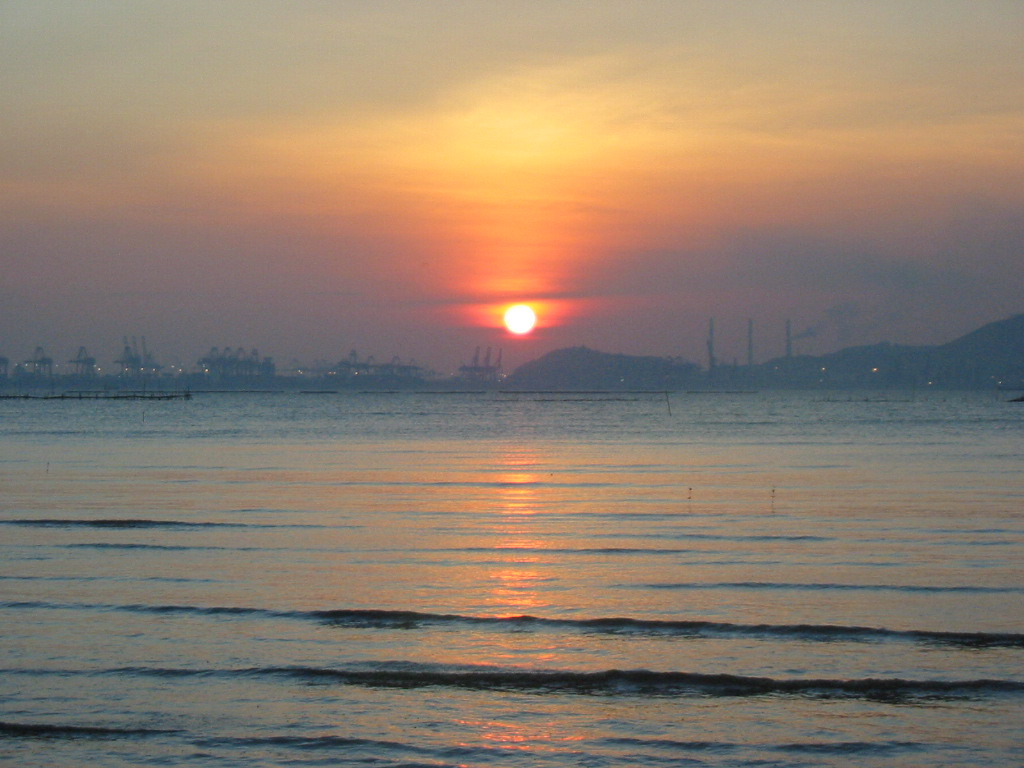
هونغ كونغ
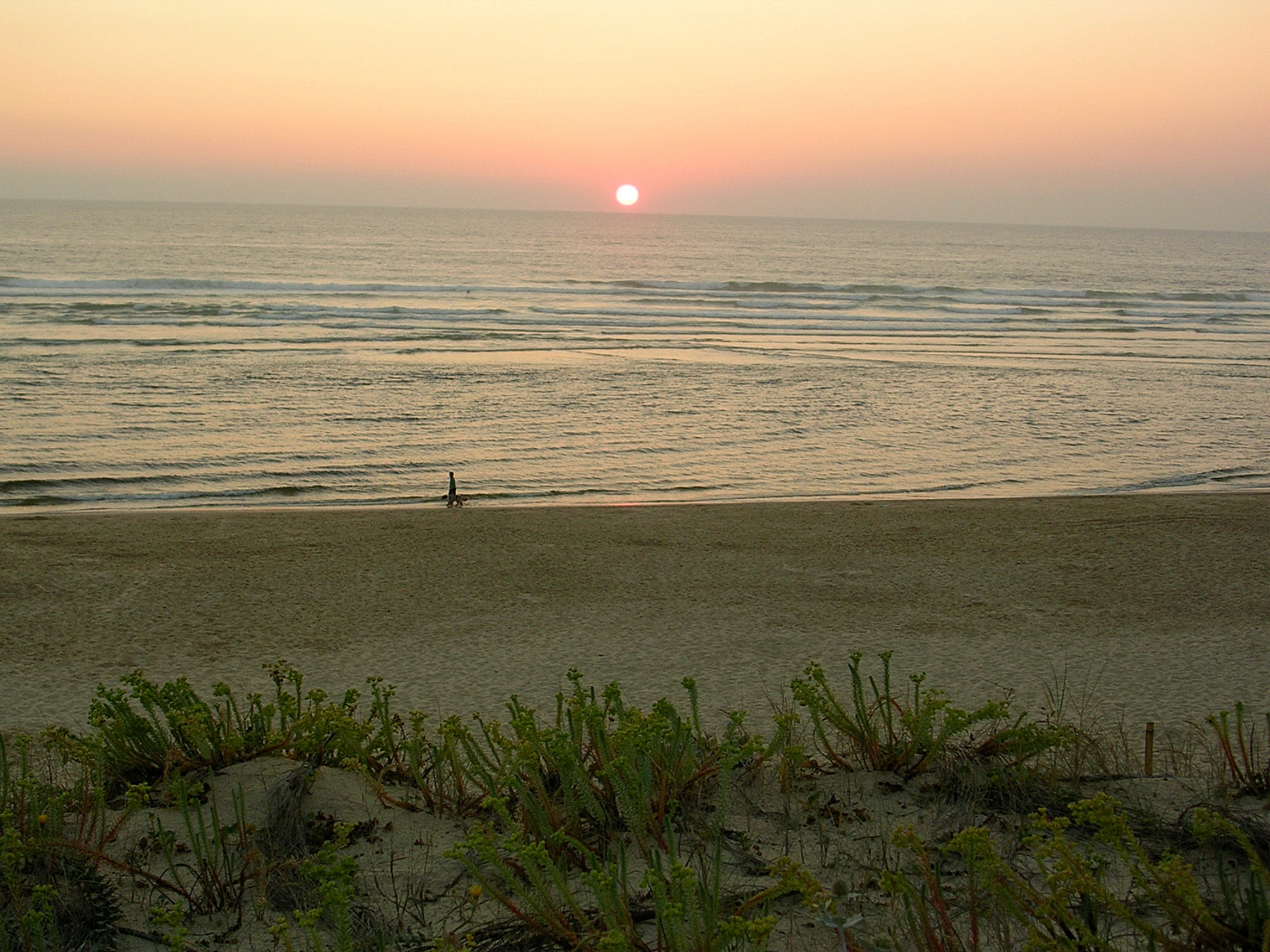
ميميزان، فرنسا
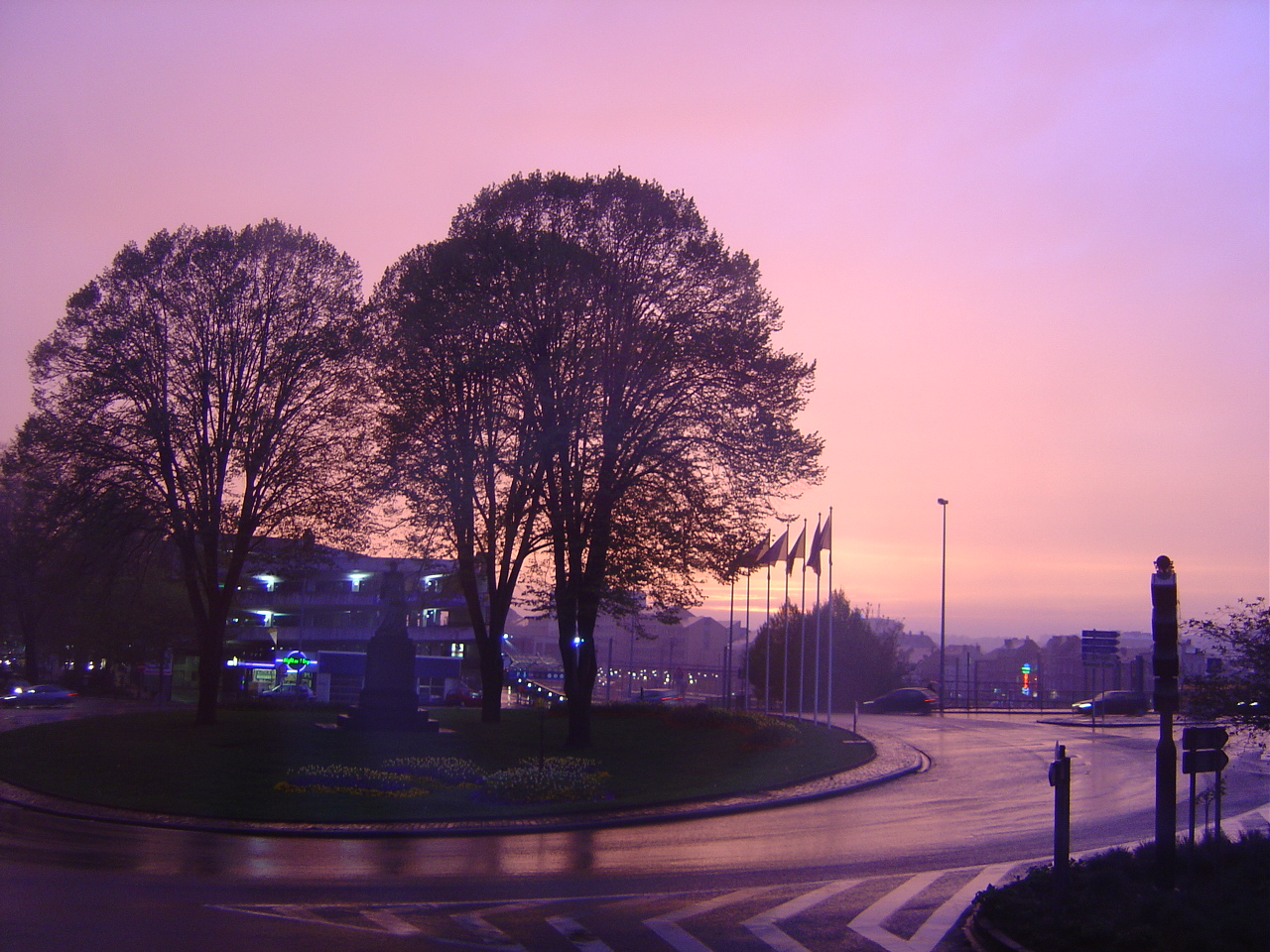
نامور، بلجيكا
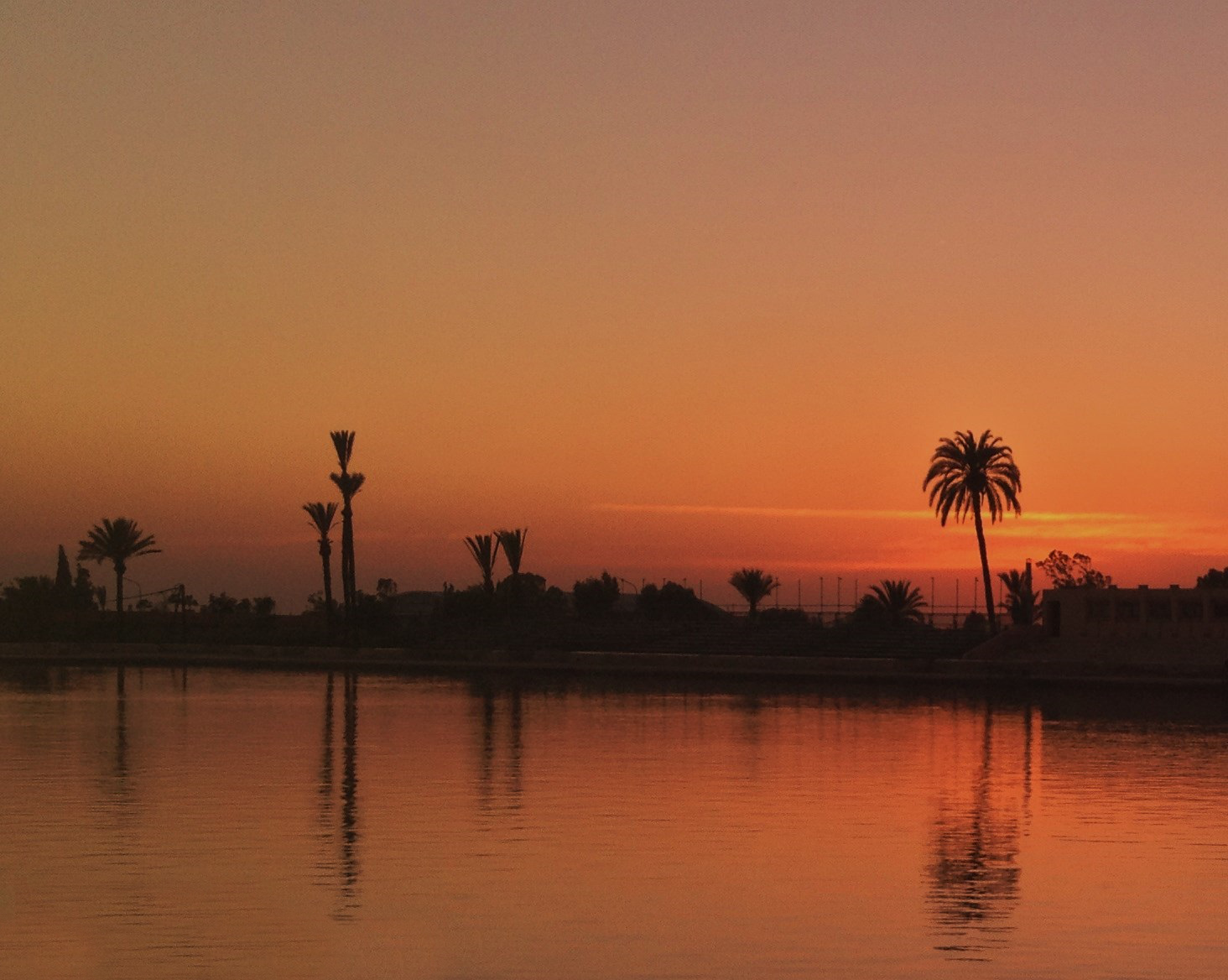
حدائق المنارة,المغرب 2013
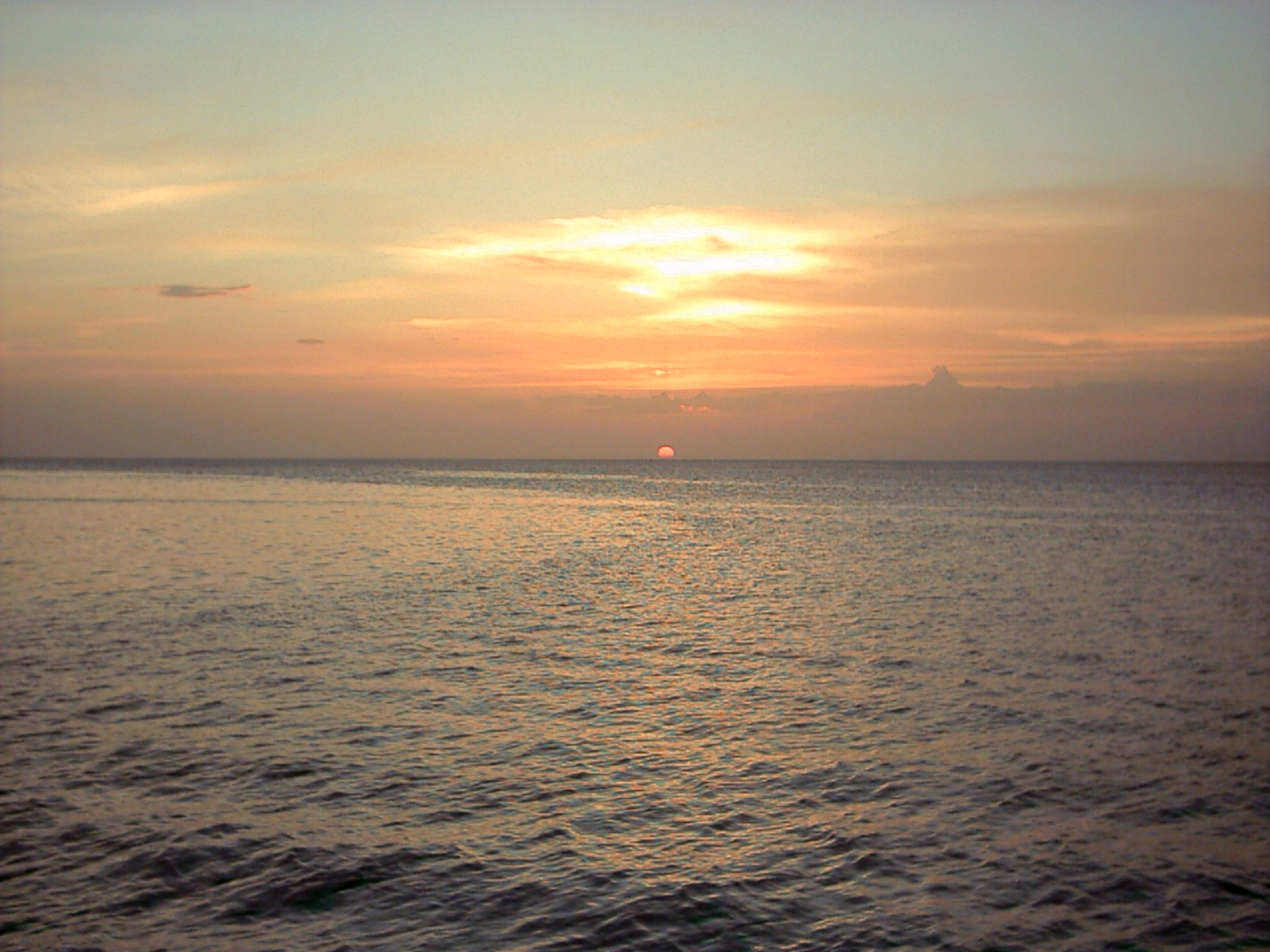
خليج المكسيك، المكسيك
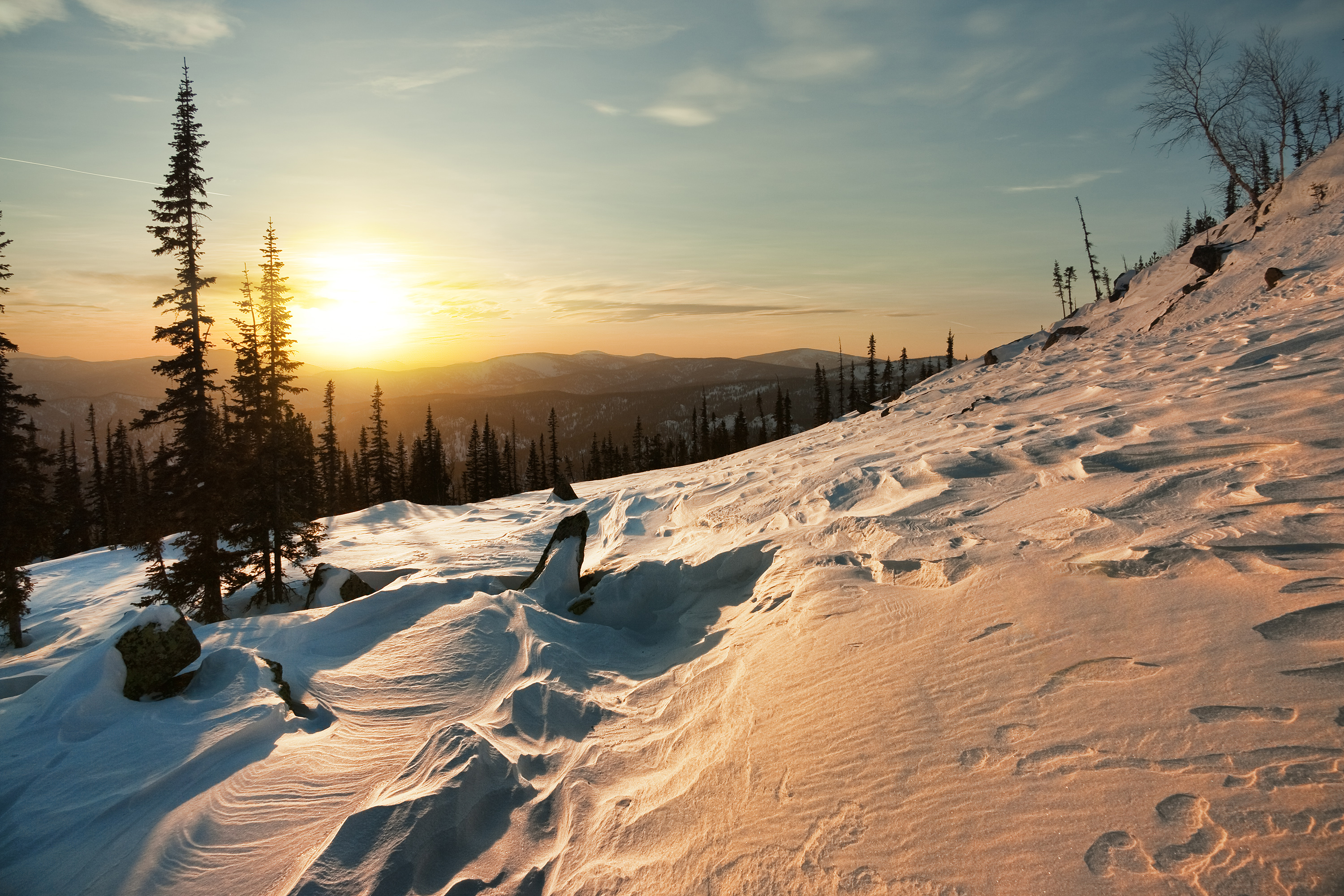
كوزنيتسك الاتاو، روسيا
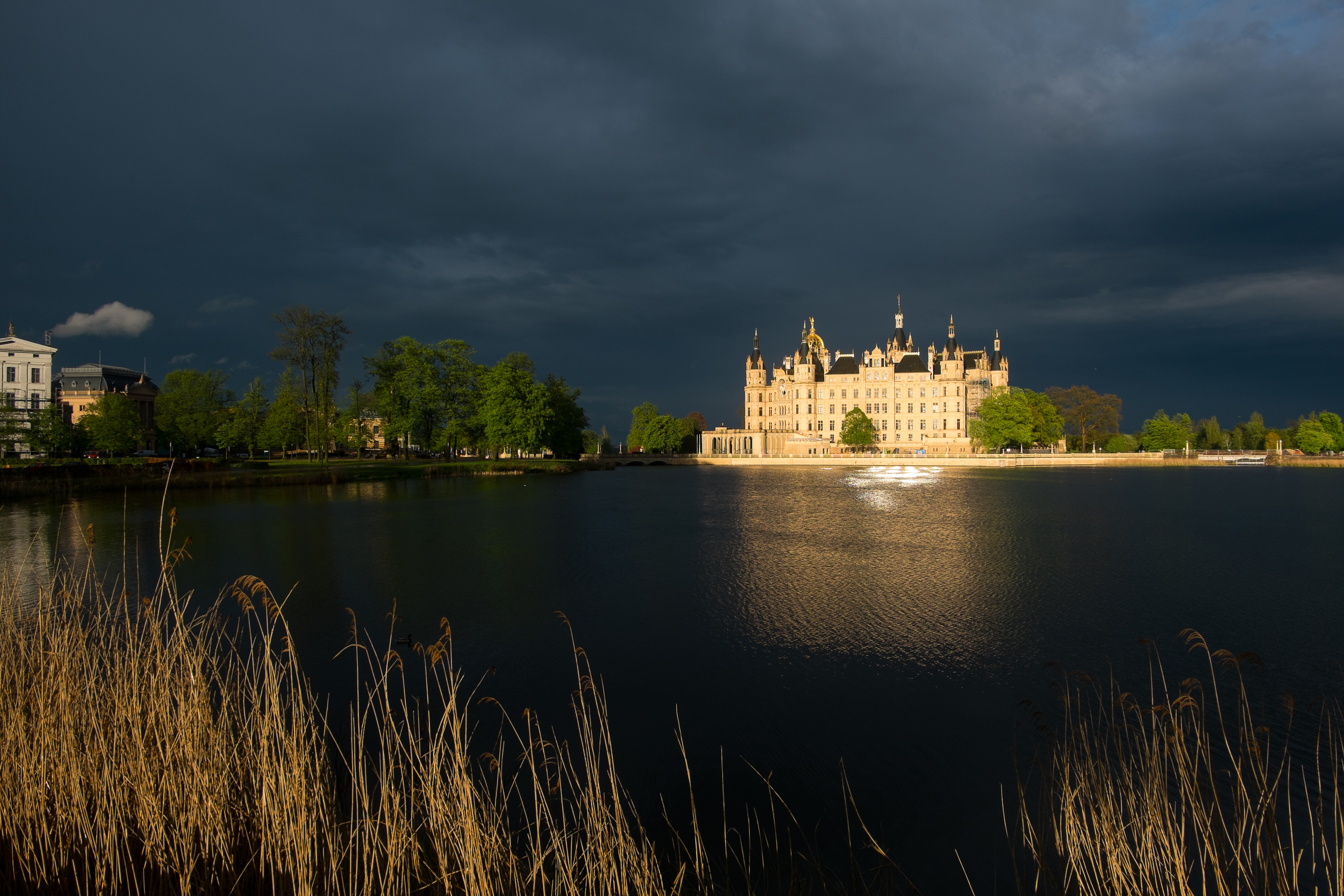
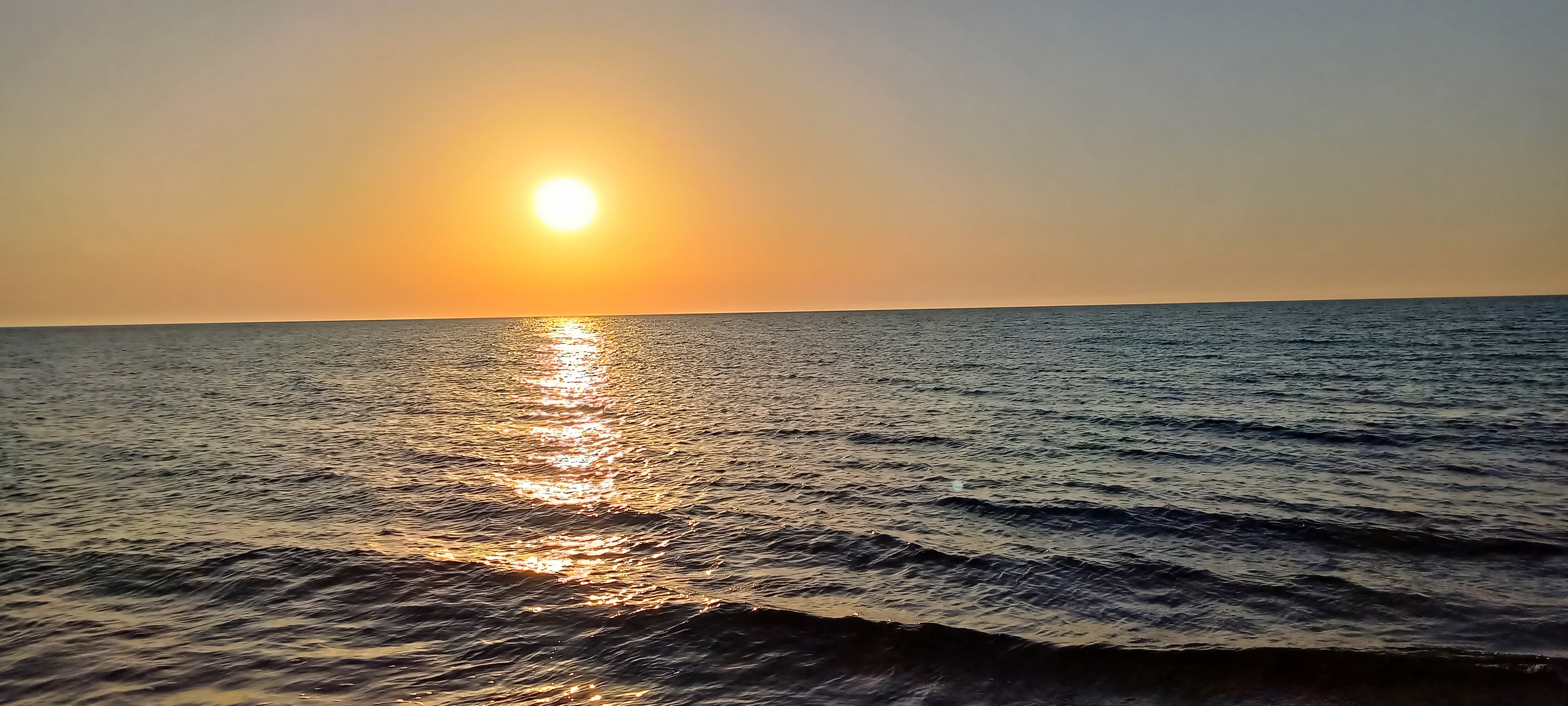
غروب الشمس,مدينة بنزرت,تونس
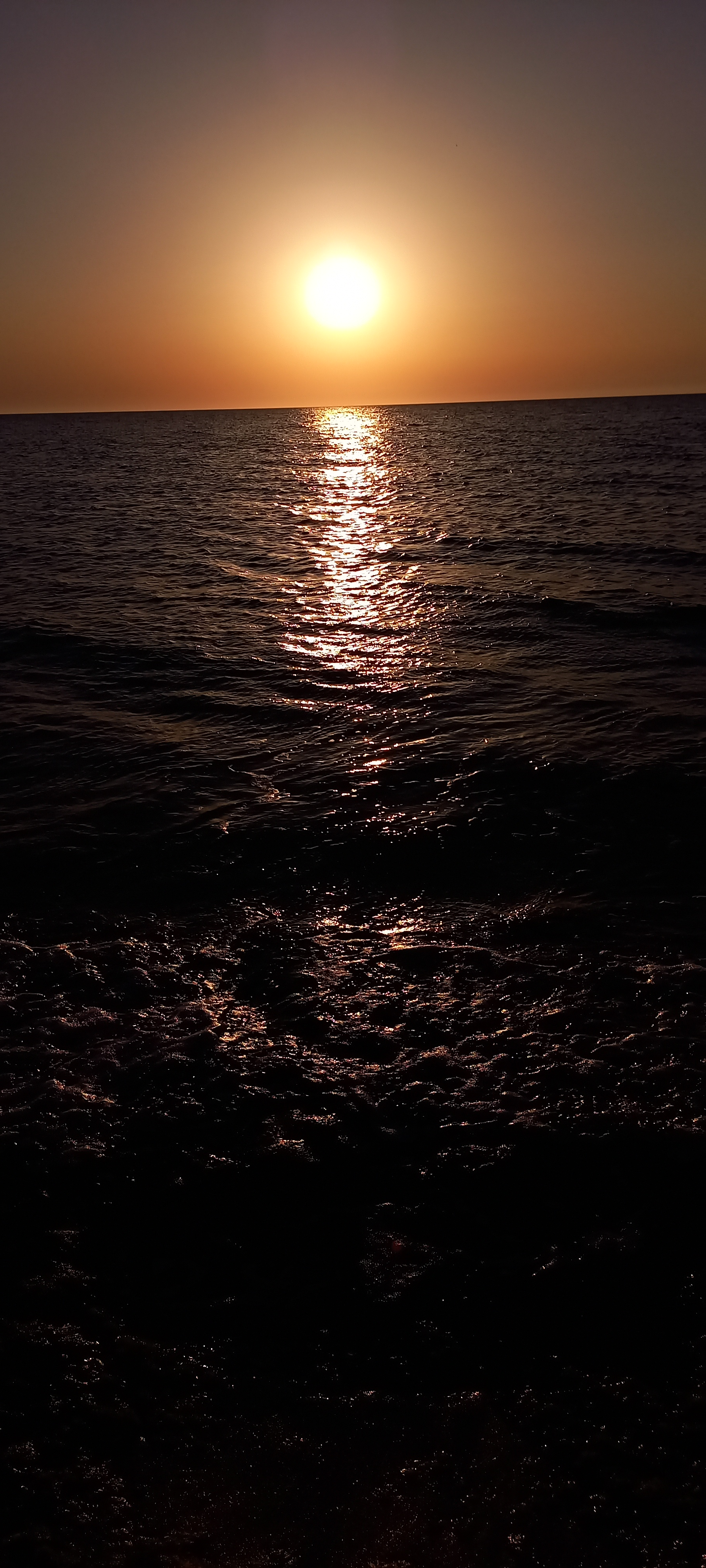
غروب الشمس,مدينة بنزرت,تونس
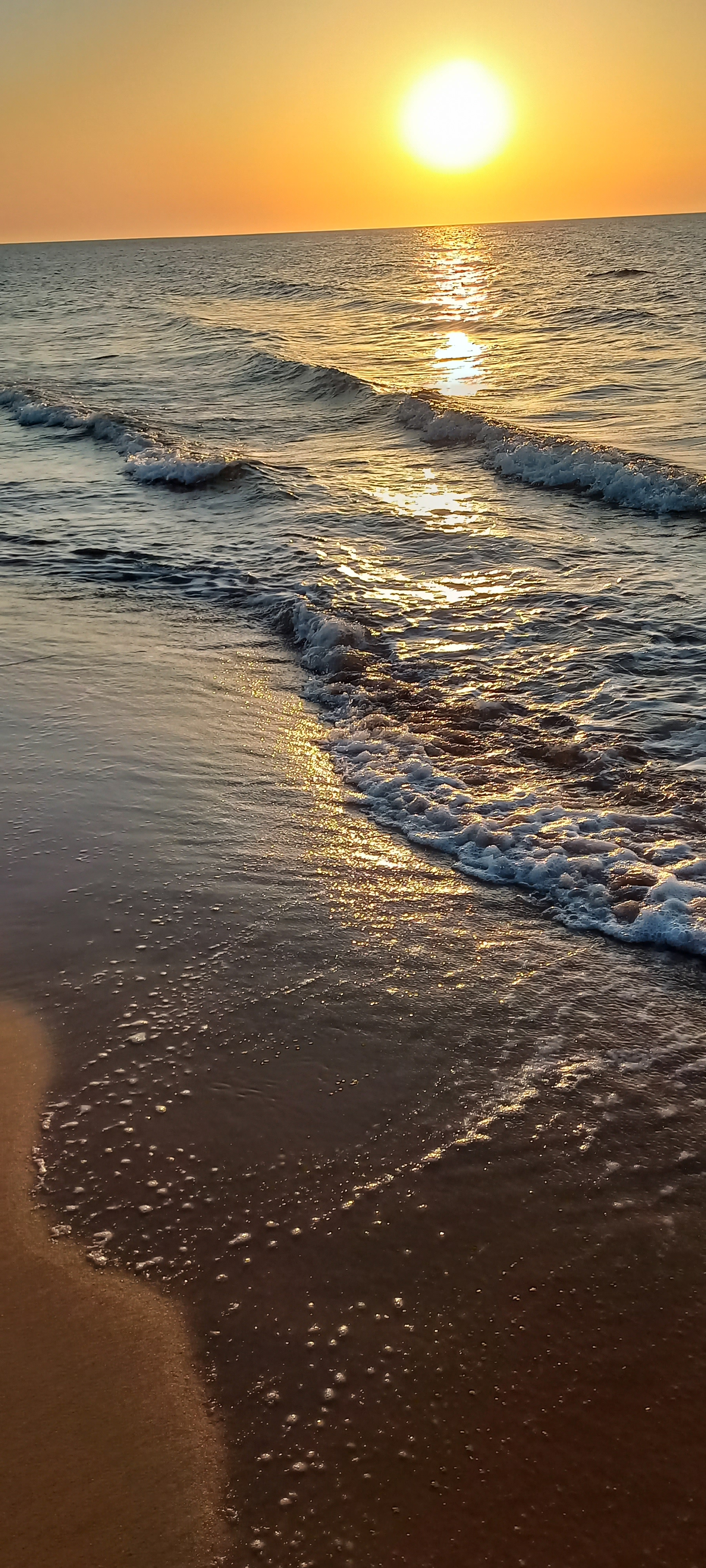
غروب الشمس,مدينة بنزرت,تونس
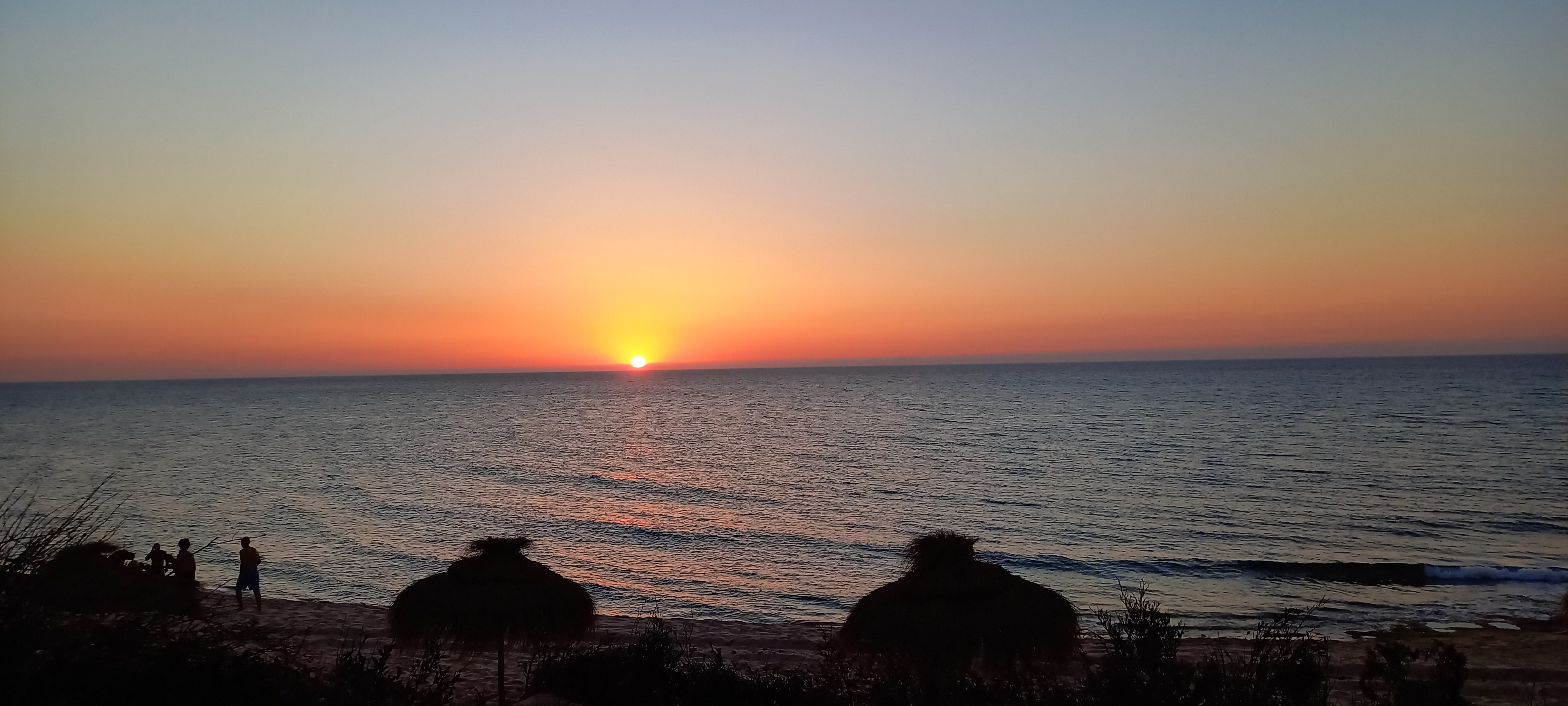
غروب الشمس,مدينة بنزرت,تونس
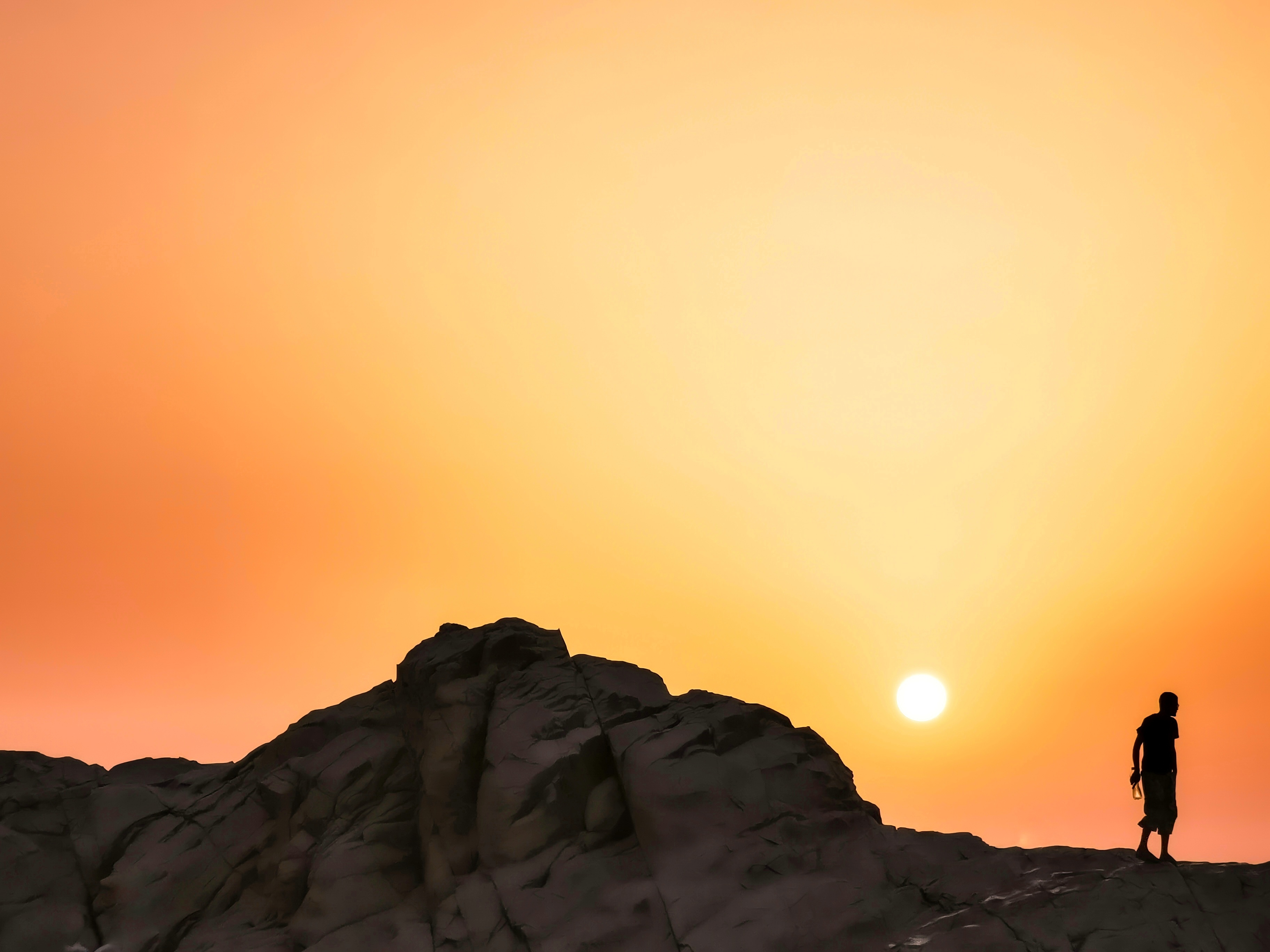
غروب الشمس,مدينة بنزرت,تونس
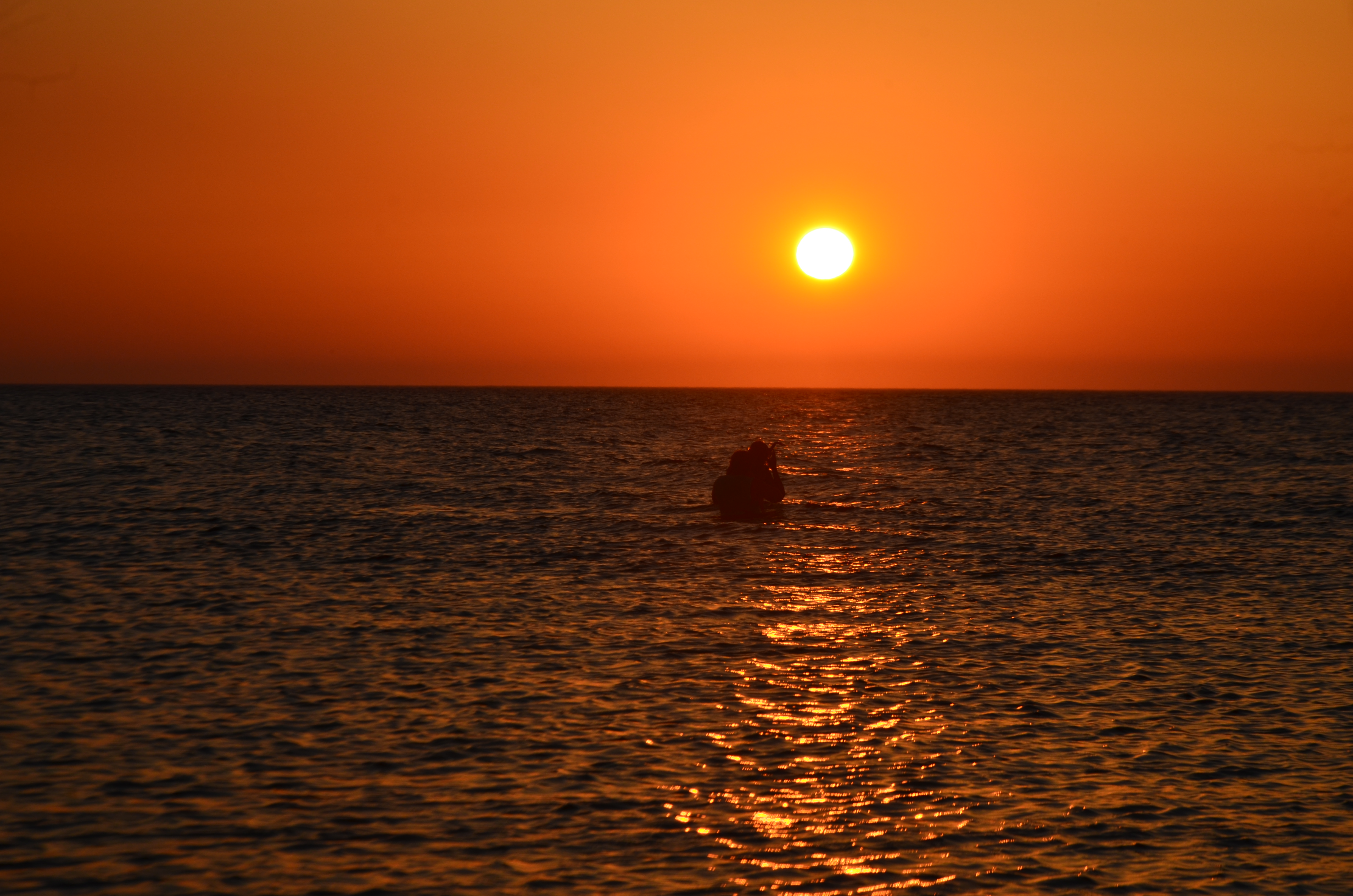
غروب الشمس,مدينة بنزرت,تونس
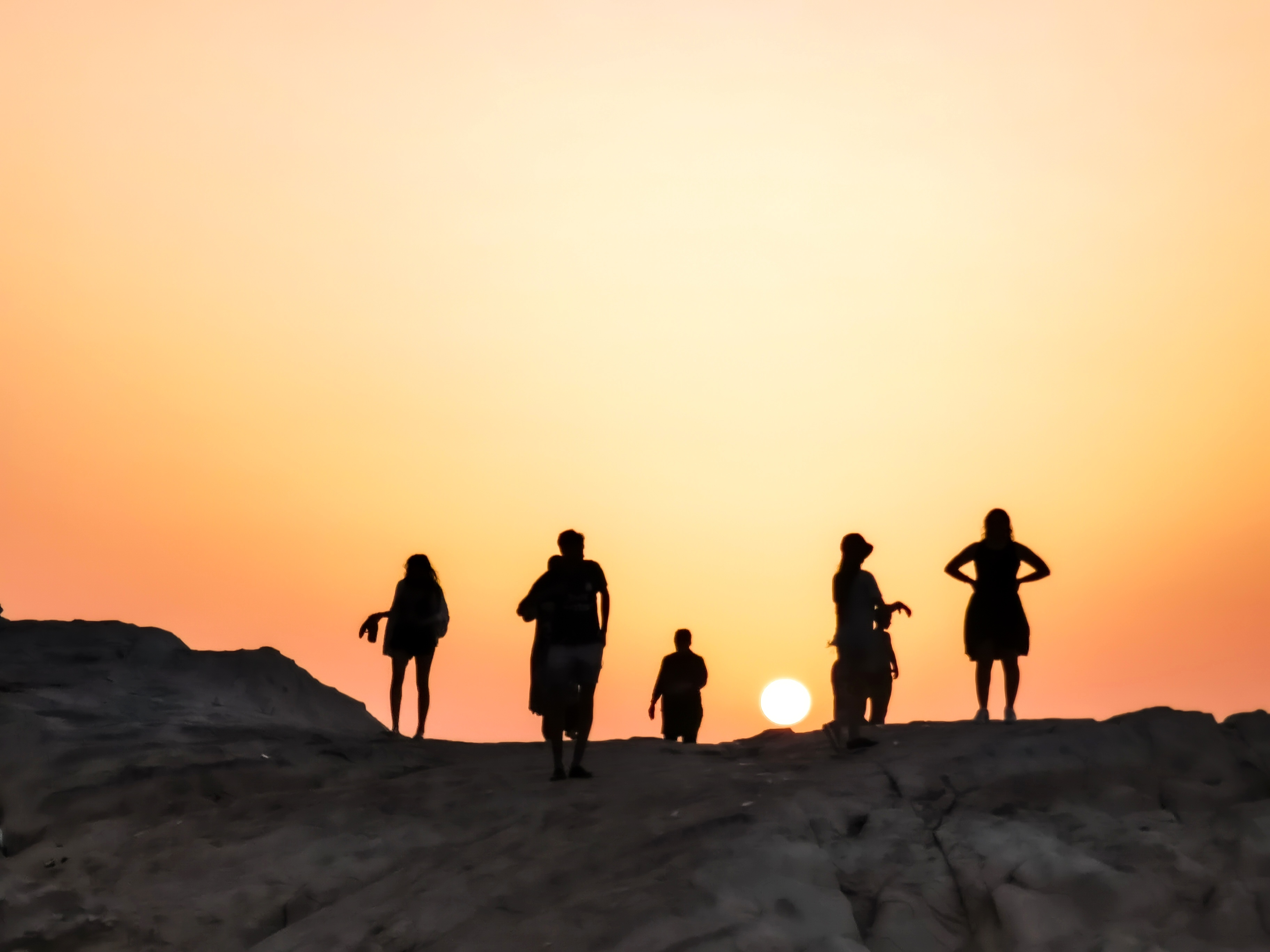
غروب الشمس,مدينة بنزرت,تونس
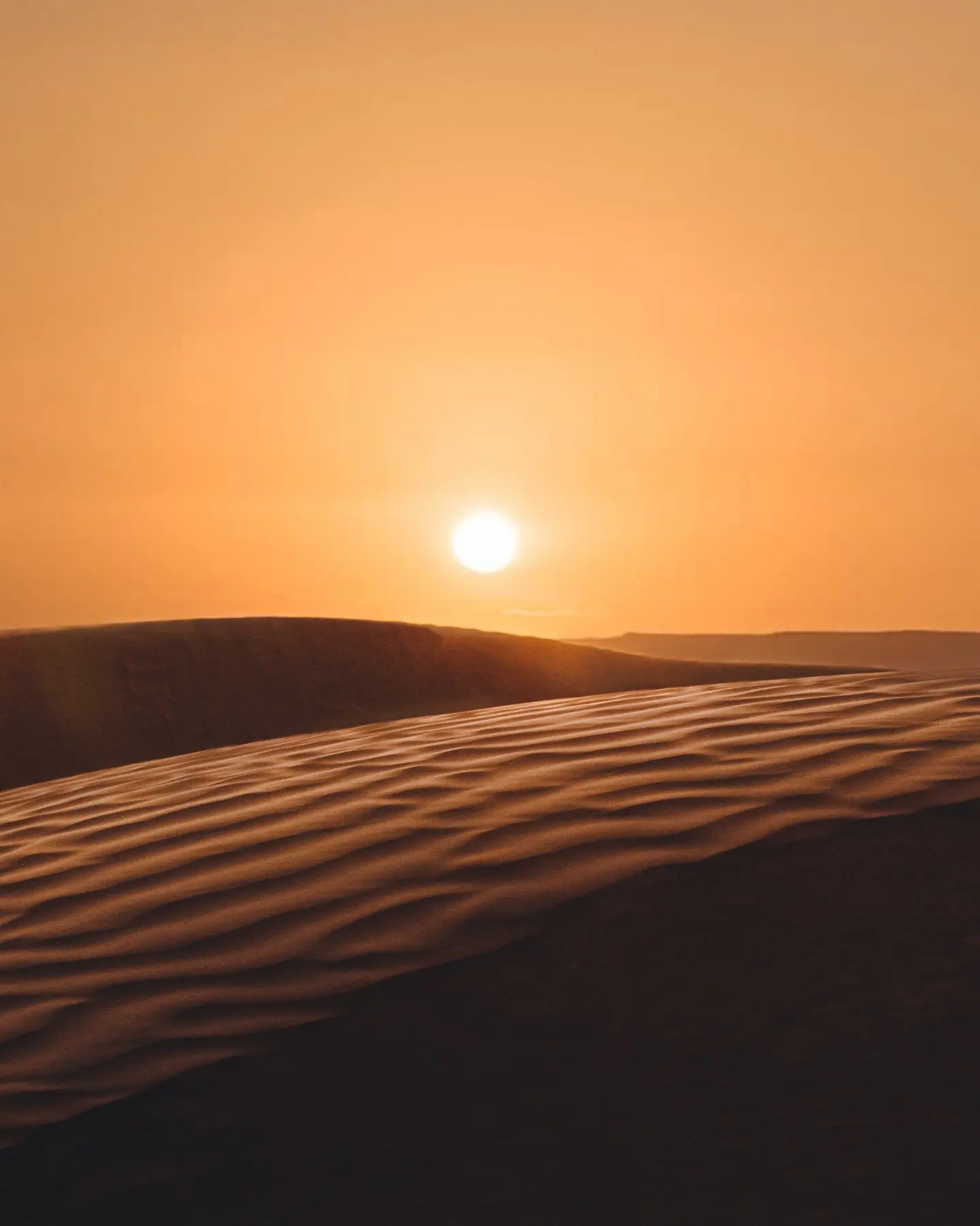
غروب الشمس,جنوب تونس
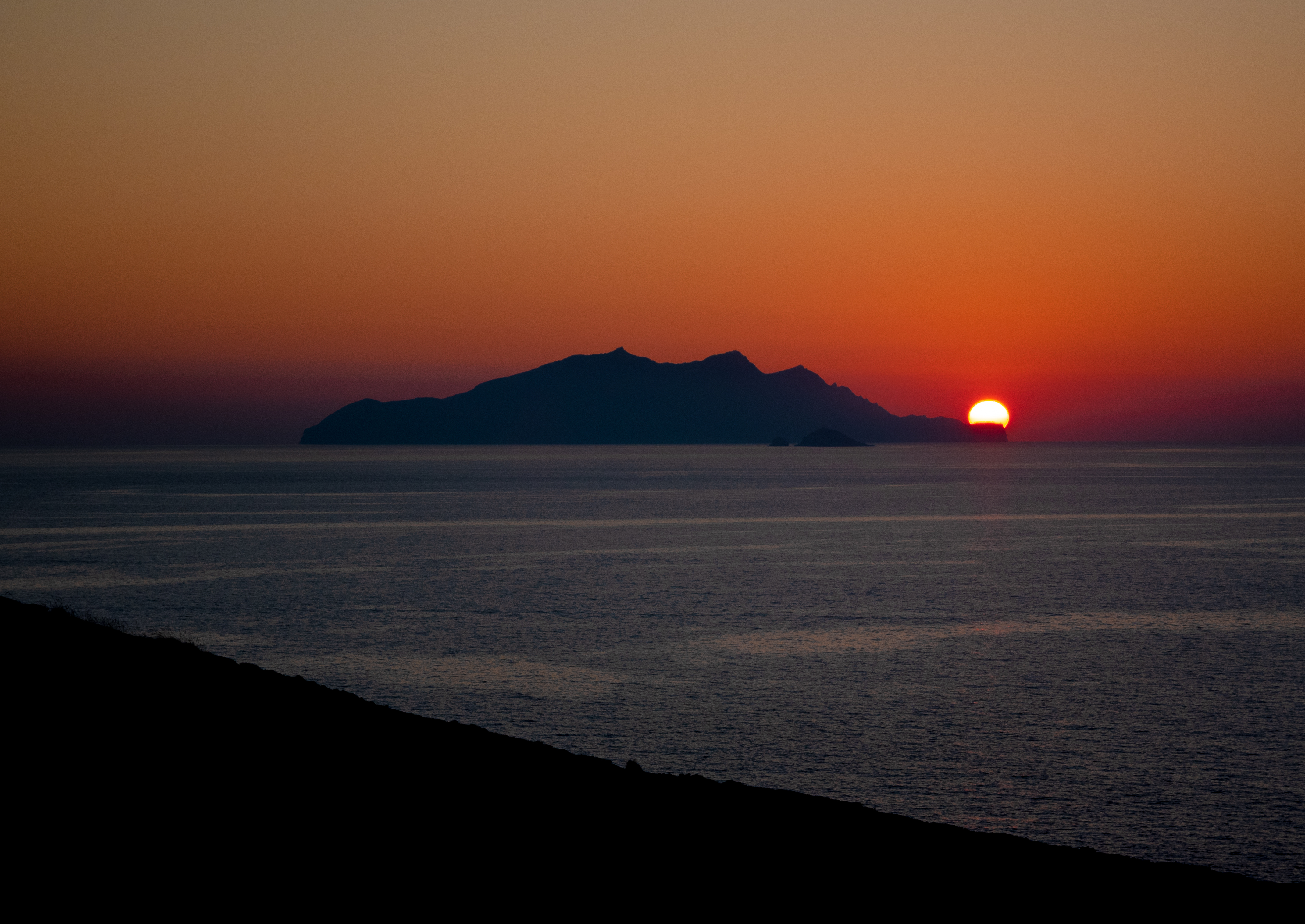
غروب الشمس,مدينة بنزرت,تونس

## اقرأ أيضاً
- شروق
- متلازمة الغروب
- أشعة خضراء وقت الغروب